# Platon

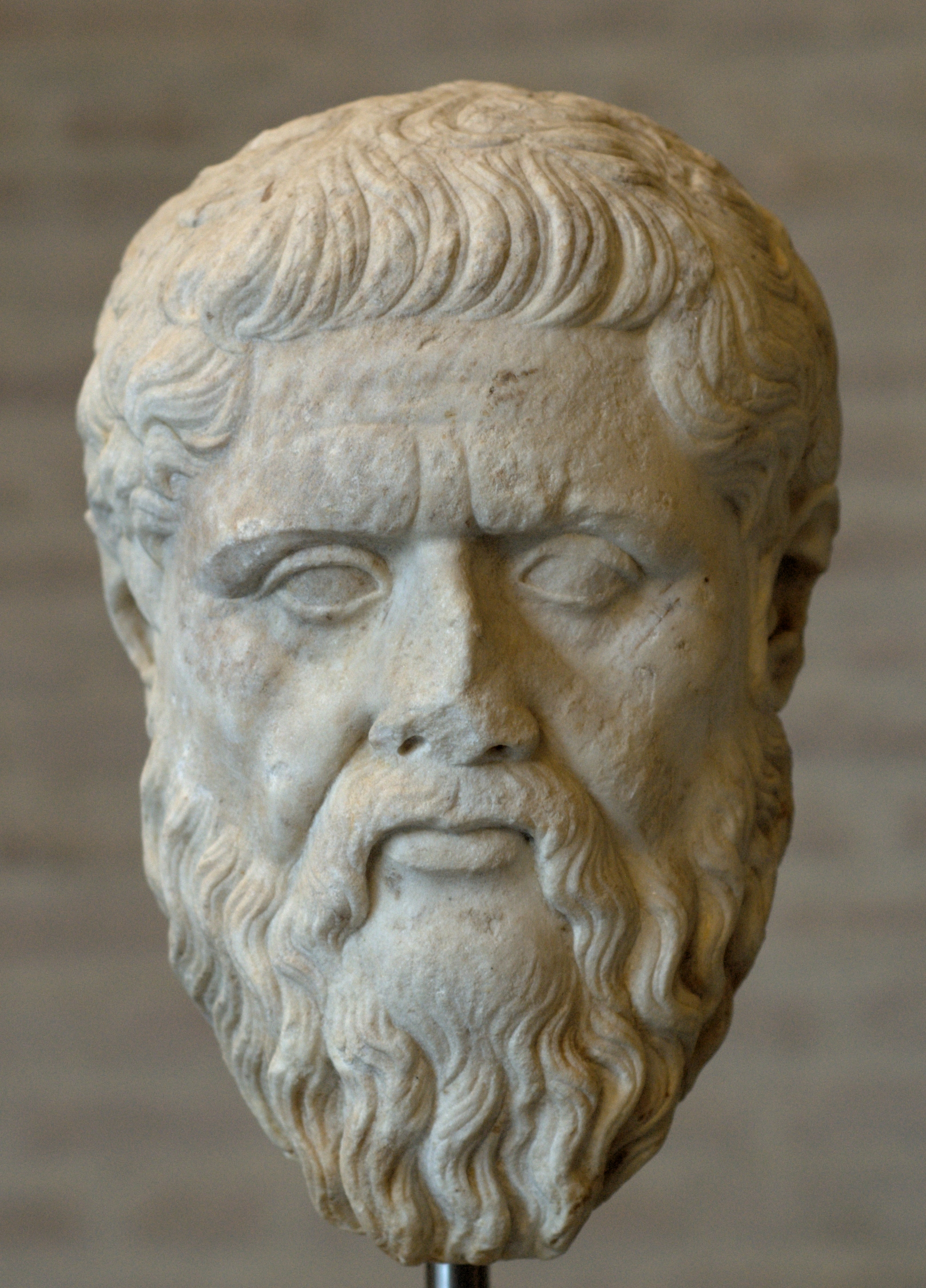
Römische Kopie eines griechischen Platonporträts, das wohl von Silanion stammt und nach dem Tod Platons in der Akademie aufgestellt wurde, Glyptothek München

Platon (altgriechisch Πλάτων Plátōn, latinisiert Plato; * 428/427 v. Chr. in Athen oder Aigina; † 348/347 v. Chr. in Athen) war ein antiker griechischer Philosoph.
Er war Schüler des Sokrates, dessen Denken und Methode er in vielen seiner Werke schilderte. Die Vielseitigkeit seiner Begabungen und die Originalität seiner wegweisenden Leistungen als Denker und Schriftsteller machten Platon zu einer der bekanntesten und einflussreichsten Persönlichkeiten der Geistesgeschichte. In der Metaphysik und Erkenntnistheorie, in der Ethik, Anthropologie, Staatstheorie, Kosmologie, Kunsttheorie und Sprachphilosophie setzte er Maßstäbe auch für diejenigen, die ihm – wie sein bedeutendster Schüler Aristoteles – in zentralen Fragen widersprachen.
Im literarischen Dialog, der den Verlauf einer gemeinsamen Untersuchung nachvollziehen lässt, sah er die allein angemessene Form der schriftlichen Darbietung philosophischen Bemühens um Wahrheit. Aus dieser Überzeugung verhalf er der noch jungen Literaturgattung des Dialogs zum Durchbruch und schuf damit eine Alternative zur Lehrschrift und zur Rhetorik als bekannten Darstellungs- und Überzeugungsmitteln. Dabei bezog er dichterische und mythische Motive sowie handwerkliche Zusammenhänge ein, um seine Gedankengänge auf spielerische, anschauliche Weise zu vermitteln. Zugleich wich er mit dieser Art der Darbietung seiner Auffassungen dogmatischen Festlegungen aus und ließ viele Fragen, die sich daraus ergaben, offen bzw. überließ deren Klärung den Lesern, die er zu eigenen Anstrengungen anregen wollte.
Ein Kernthema ist für Platon die Frage, wie unzweifelhaft gesichertes Wissen erlangt und von bloßen Meinungen unterschieden werden kann. In den frühen Dialogen geht es ihm vor allem darum, anhand der sokratischen Methode aufzuzeigen, warum herkömmliche und gängige Vorstellungen über das Erstrebenswerte und das richtige Handeln unzulänglich oder unbrauchbar seien, wobei den Lesenden ermöglicht werden soll, den Schritt vom vermeintlichen Wissen zum eingestandenen Nichtwissen nachzuvollziehen. In den Schriften seiner mittleren Schaffensperiode versucht er, mit seiner Ideenlehre eine zuverlässige Basis für echtes Wissen zu schaffen. Solches Wissen kann sich nach seiner Überzeugung nicht auf die stets wandelbaren Objekte der Sinneserfahrung beziehen, sondern nur auf unkörperliche, unveränderliche und ewige Gegebenheiten einer rein geistigen, der Sinneswahrnehmung unzugänglichen Welt, die „Ideen“, in denen er die Ur- und Vorbilder der Sinnendinge sieht. Der Seele, deren Unsterblichkeit er plausibel machen will, schreibt er Teilhabe an der Ideenwelt und damit einen Zugang zur dort existierenden absoluten Wahrheit zu. Wer sich durch philosophische Bemühungen dieser Wahrheit zuwendet und ein darauf ausgerichtetes Bildungsprogramm absolviert, kann seine wahre Bestimmung erkennen und damit Orientierung in zentralen Lebensfragen finden. Die Aufgabe des Staates sieht Platon darin, den Bürgern dafür optimale Voraussetzungen zu schaffen und Gerechtigkeit umzusetzen. Daher setzt er sich intensiv mit der Frage auseinander, wie die Verfassung eines Idealstaates diesem Ziel am besten dienen kann. In späteren Werken tritt die Ideenlehre teils in den Hintergrund, teils werden Probleme, die sich aus ihr ergeben, kritisch beleuchtet; im Bereich der Naturphilosophie und Kosmologie jedoch, dem sich Platon im Alter zuwendet, weist er den Ideen bei seiner Erklärung des Kosmos eine maßgebliche Rolle zu.
Platon gründete die Platonische Akademie, die älteste institutionelle Philosophenschule Griechenlands, von der aus sich der Platonismus über die antike Welt verbreitete. Das geistige Erbe Platons beeinflusste zahlreiche jüdische, christliche und islamische Philosophen auf vielfältige Weise. Die Lehre seines Schülers Aristoteles, der Aristotelismus, entstand aus der kritischen Auseinandersetzung mit dem Platonismus. In Spätantike, Mittelalter und Früher Neuzeit wurde der Aristotelismus zum Ausgangspunkt für Konzepte, die teils mit platonischen konkurrierten, teils mit ihnen verschmolzen wurden.
In der Moderne verwerteten insbesondere Denker der „Marburger Schule“ des Neukantianismus (Hermann Cohen, Paul Natorp) platonisches Gedankengut. Karl Popper griff Platons politische Philosophie an; sein Vorwurf, es handle sich um eine Form von Totalitarismus, löste im 20. Jahrhundert eine lang anhaltende Kontroverse aus.

## Leben
Da die Platoniker Platon überschwänglich verehrten, wurden über sein Leben zahlreiche teils phantastische Anekdoten und Legenden verbreitet, die oft seiner Verherrlichung dienten. Es wurde sogar behauptet, er sei ein Sohn des Gottes Apollon, sein leiblicher Vater sei nur sein Stiefvater gewesen. Daneben gab es aber auch Geschichten, die seine Verspottung und Diffamierung bezweckten. Daher ist die historische Wahrheit schwer zu ermitteln. Eine Hauptquelle ist Platons Siebter Brief, der heute überwiegend für echt gehalten wird und auch im Fall seiner Unechtheit als wertvolle zeitgenössische Quelle anzusehen wäre.

### Herkunft

Verwandtschaft Platons

Platon stammte aus einer vornehmen, wohlhabenden Familie Athens. Sein Vater Ariston betrachtete sich als Nachkomme des Kodros, eines mythischen Königs von Athen; jedenfalls war ein Vorfahre Aristons, Aristokles, schon 605/604 v. Chr. Archon gewesen, hatte also das höchste Staatsamt bekleidet. Unter den Ahnen von Platons Mutter Periktione war ein Freund und Verwandter des legendären athenischen Gesetzgebers Solon. Der Philosoph hatte zwei ältere Brüder, Adeimantos und Glaukon, die in der Politeia als Dialogteilnehmer auftreten, und eine ältere Schwester, Potone, deren Sohn Speusippos später Platons Nachfolger als Leiter der Akademie (Scholarch) wurde. Ariston verstarb schon früh; Periktione heiratete um 423 v. Chr. ihren Onkel mütterlicherseits Pyrilampes, einen angesehenen Athener, der zu Perikles’ Zeit als Gesandter tätig gewesen war. Pyrilampes hatte aus einer früheren Ehe einen Sohn, Demos, der Platons Stiefbruder wurde. Aus der Ehe zwischen Periktione und Pyrilampes ging Antiphon, ein jüngerer Halbbruder Platons, hervor.
Während Platons Stiefvater demokratisch gesinnt war, gehörten zur Familie seiner Mutter Periktione mehrere prominente Politiker mit oligarchischer Haltung: Ihr Onkel Kallaischros gehörte 411 v. Chr. dem durch Putsch kurzzeitig an die Macht gekommenen Rat der Vierhundert an, ihr Vetter Kritias war Mitglied des oligarchischen Rats der Dreißig („Dreißig Tyrannen“), der 404/403 v. Chr. Athen regierte. Unter dessen Herrschaft wurde auch ihr Bruder Charmides in ein oligarchisches Gremium berufen und fiel im Kampf gegen die Demokraten.

### Kindheit und Jugend
Laut der Chronik des Apollodoros wurde Platon 428 oder 427 v. Chr. geboren, zur Zeit der Attischen Seuche, nach der antiken Tradition am 7. Tag des Monats Thargelion (Mai/Juni), dem mythischen Geburtstag des Gottes Apollon. An diesem Tag feierten später – noch im 3. Jahrhundert n. Chr. – die Platoniker sein Geburtstagsfest. Schon im 3. Jahrhundert v. Chr. war eine Legende verbreitet, wonach „Platon“ ursprünglich nur ein Beiname war, den er in Anlehnung an das griechische Wort πλατύς (platýs „breit“) erhielt, womit angeblich auf die Breite seiner Stirn oder seiner Brust angespielt wurde. Diese Behauptung wird von der Forschung als unglaubwürdig betrachtet. Auch eine Überlieferung, wonach Platon ursprünglich den Namen seines Großvaters Aristokles trug, ist eine im Rahmen dieser Legendenbildung entstandene Erfindung. Seine Kindheit und Jugend verbrachte Platon in der Zeit des Peloponnesischen Krieges (431–404 v. Chr.), der mit der Kapitulation seiner Heimatstadt endete. Als Sohn aus vornehmer Familie genoss er eine sorgfältige Erziehung. Es wird berichtet, dass er Unterricht in Sport, Grammatik, Malerei, Musik und Dichtung erhielt, seine poetischen Jugendwerke jedoch später verbrannte; diese Behauptungen wurden allerdings möglicherweise nachträglich aus seinen Dialogen abgeleitet. In seiner Jugend nahm Platon an den Isthmischen Spielen teil und war ein preisgekrönter Ringer.
In die Philosophie führte ihn Kratylos ein, ein Anhänger Heraklits, nach dem Platon später seinen Dialog Kratylos benannte. Als Zwanzigjähriger begegnete er Sokrates, dem er sich als Schüler anschloss. Bis zu Sokrates’ Tod rund ein Jahrzehnt später blieb er bei ihm. Als Lehrer und als Vorbild prägte Sokrates die geistige Entwicklung Platons.

### Abwendung von der Politik und erste Reisen
Als nach dem Kriegsende 404 v. Chr. in Athen die von den siegreichen Spartanern gestützte Terrorherrschaft der dreißig Oligarchen begann, zu denen Verwandte Platons gehörten, wurde er zur Beteiligung am politischen Leben eingeladen, lehnte jedoch ab, da er dieses Regime als verbrecherisch betrachtete. Die politischen Verhältnisse nach der Wiederherstellung der Attischen Demokratie im Jahre 403 v. Chr. missfielen ihm aber auch. Ein Wendepunkt in Platons Leben war die Hinrichtung des Sokrates im Jahre 399 v. Chr., die ihn tief erschütterte. Das staatliche Vorgehen gegen seinen Lehrer wertete er als einen Ausdruck moralischer Verkommenheit und als Beweis für einen prinzipiellen Mangel im politischen System. Er sah nun in Athen keinerlei Möglichkeit einer philosophisch verantwortbaren Teilnahme am politischen Leben mehr, entwickelte sich zu einem scharfen Zeitkritiker und forderte einen von Philosophen regierten Staat.
Nach dem Tod des Sokrates begab sich Platon mit anderen Sokratikern für kurze Zeit nach Megara zu Euklid von Megara, der ebenfalls ein Schüler des Sokrates war. In seinen Dialogen Phaidon und Theaitetos ließ er später diesen Euklid als Sokrates’ Gesprächspartner auftreten. In der Folgezeit soll er eine große Bildungsreise unternommen haben, die ihn laut verschiedenen Quellen, deren Angaben zur Route allerdings widersprüchlich sind, nach Kyrene zu dem Mathematiker Theodoros von Kyrene, nach Ägypten und nach Süditalien führte. Die Einzelheiten und die Datierung sind in der Forschung umstritten; insbesondere wird bezweifelt, dass Platon jemals in Ägypten war. Einiges spricht dafür, dass der Aufenthalt in Ägypten erfunden wurde, um Platon mit ägyptischer Weisheitstradition in Verbindung zu bringen. Unklar ist, ob die Bildungsreise mit der ersten Sizilienreise verbunden war oder schon einige Jahre vorher stattfand.

### Erste Sizilienreise
Um 388 v. Chr. unternahm Platon seine erste Sizilienreise. Zunächst fuhr er nach Unteritalien, wo im 5. Jahrhundert die Philosophengemeinschaft der Pythagoreer großen Einfluss erlangt hatte, dann aber in blutigen Unruhen stark geschwächt worden war. In Tarent traf Platon den damals prominentesten und politisch erfolgreichsten Pythagoreer, den Staatsmann und Mathematiker Archytas von Tarent, der sein Gastfreund wurde. Von Archytas erhoffte er sich vor allem mathematische Erkenntnisse. Zu den Philosophen, denen er in Unteritalien begegnete, soll auch Timaios von Lokroi gehört haben, den er später zum Hauptgesprächspartner seines Dialogs Timaios machte; die Historizität dieser Gestalt wird allerdings angezweifelt. Danach reiste Platon nach Syrakus, wo damals der Tyrann Dionysios I. herrschte.
Die Berichte über diesen ersten Aufenthalt in Syrakus sind großenteils legendenhaft und umstritten. Da die Konfrontation eines aufrechten Philosophen mit einem tyrannischen Herrscher in der Antike ein beliebtes literarisches Motiv war, betrachtet die Forschung die überlieferten Einzelheiten von Platons Begegnung mit dem Tyrannen und seinem Bruch mit ihm skeptisch. Jedenfalls hatte Platon mit Dionysios Kontakt, und der Ausgang war für den Philosophen ungünstig; der Freimut Platons soll den Herrscher erzürnt haben. Enge Freundschaft schloss Platon jedoch mit Dionysios’ Schwager und Schwiegersohn Dion, der ein eifriger Platoniker wurde. Das Luxusleben in der Magna Graecia, den griechischen Städten auf italischem Boden, missfiel Platon.
Laut Quellenberichten geriet Platon am Ende der Sizilienreise in Gefangenschaft und wurde als Sklave verkauft, kam aber bald wieder frei und konnte nach Athen zurückkehren. Ein Spartaner namens Pollis soll ihn im Auftrag des Dionysios auf dem Sklavenmarkt von Aigina verkauft haben, worauf der Käufer, ein gewisser Annikeris aus Kyrene, dem Philosophen aus Großmut und Wertschätzung die Freiheit schenkte. Sehr wahrscheinlich war aber Dionysios an der Episode nicht beteiligt; vielmehr wurde das Schiff, auf dem der Philosoph von Sizilien heimkehrte, von den Spartanern oder den Ägineten gekapert, die damals mit Athen im Krieg lagen. Neue Lesungen in einem Papyrus, Philodems Index Academicorum, legen nahe, dass ein womöglich historischer Verkauf in die Sklaverei auf Ägina gegen Ende des Peloponnesischen Krieges (405/04 v. Chr.) oder alternativ 399 v. Chr., unmittelbar nach dem Tod von Sokrates, erst später auf Dionysios I. und die erste Sizilienreise übertragen wurde.

### Schulgründung und Lehrtätigkeit

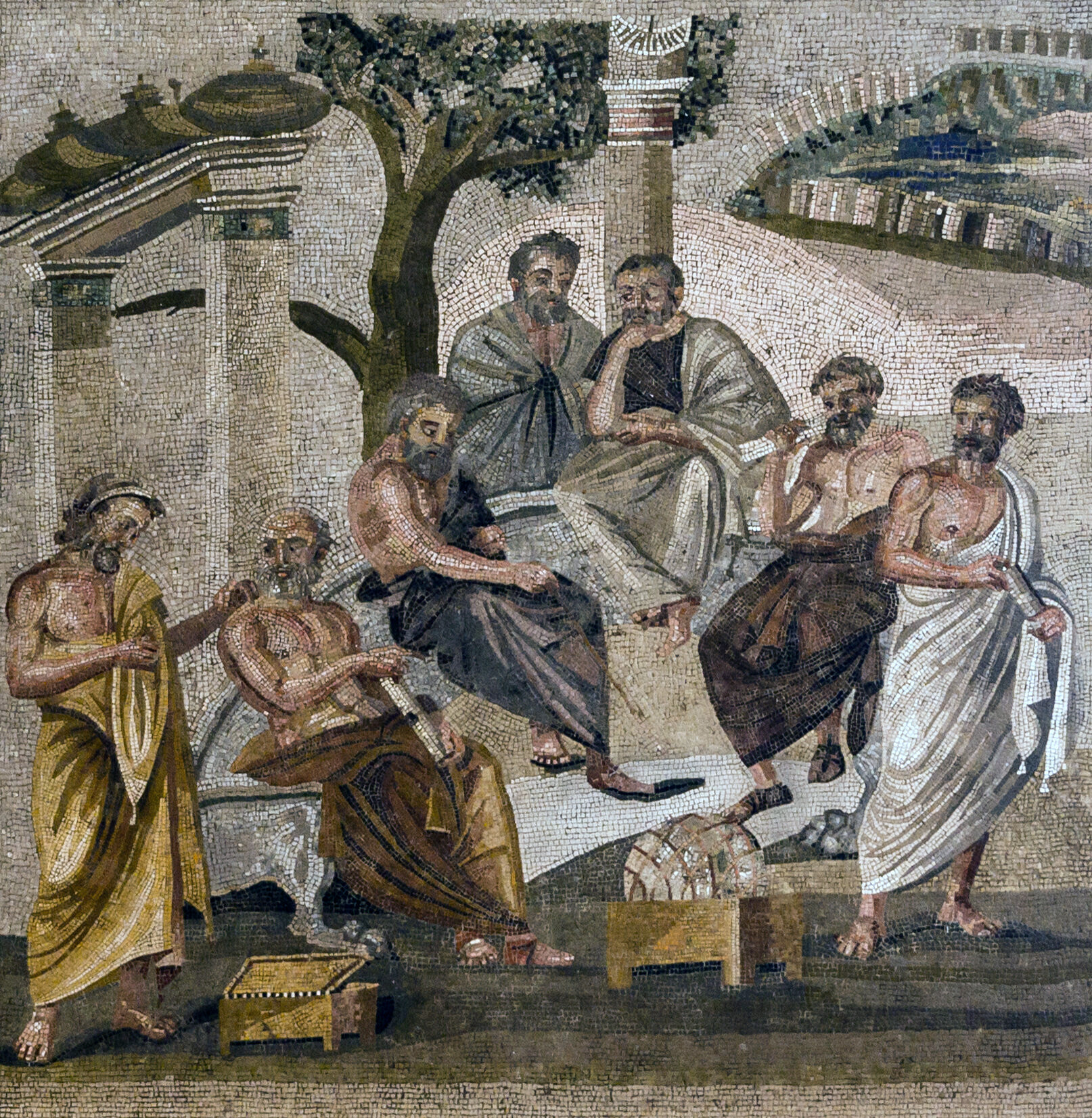
Platons Akademie, Mosaikfußboden in Pompeji, 1. Jahrhundert n. Chr.

Nach seiner Rückkehr kaufte Platon um 387 v. Chr. bei dem Akadḗmeia (Άκαδήμεια) genannten Hain des attischen Heros Akademos (Hekademos) im Nordwesten von Athen ein Grundstück, wo er philosophisch-wissenschaftlichen Unterricht zu erteilen begann und seine Schüler zu Forschungen anregte. Dabei wurde er unterstützt von Gastphilosophen und Gastwissenschaftlern sowie fortgeschrittenen Schülern, die Lehraufgaben übernahmen. Da im Laufe der Zeit der Name von dem Hain auf die Schule übertragen wurde, begannen sich die Schulmitglieder Akademiker (Άκαδημαικοί Akademaikoí) zu nennen. So entstand die Akademie, die erste Philosophenschule Griechenlands. Einen Anstoß dazu gab wohl das Vorbild der Pythagoreergemeinschaft in Italien. Es bestand eine Rivalität mit Isokrates, einem Lehrer der Rhetorik, der kurz zuvor – um 390 v. Chr. – eine Schule der Beredsamkeit gegründet hatte; Platons Haltung zu den Bestrebungen des Isokrates war kritisch. Auf dem Grundstück der Akademie lebte und lehrte Platon in den folgenden zwei Jahrzehnten.

### Zweite Sizilienreise
Trotz der schlechten Erfahrungen auf der ersten Sizilienreise ließ sich Platon nach dem Tod des 367 v. Chr. gestorbenen Tyrannen Dionysios I. zu einer weiteren Reise nach Syrakus bewegen. Nachdem er zunächst starke Bedenken gehegt hatte, machte er sich 366 v. Chr. auf den Weg. Er folgte einer Einladung, die der Sohn und Nachfolger des Tyrannen, Dionysios II., auf Veranlassung von Platons Freund Dion an ihn gerichtet hatte. Dion erstrebte für sich eine maßgebliche Stellung am Hof. Platon hoffte, im Zusammenwirken mit Dion seine politischen Vorstellungen durch Einflussnahme auf den jungen Herrscher zur Geltung bringen und erproben zu können, günstigstenfalls ein Staatswesen nach dem Ideal der Philosophenherrschaft einzurichten. Dion war optimistischer als der von Anfang an eher skeptische Platon.
Es zeigte sich jedoch, dass Dionysios II. zu einer umfassenden Staatsreform nicht willens oder nicht in der Lage war; sein Hauptaugenmerk galt der Sicherung seiner stets bedrohten Herrschaft. Am Hof konnte sich nur durchsetzen, wer in den dortigen Intrigen und Machtkämpfen die Oberhand behielt. In den Auseinandersetzungen griff Dion zu konspirativen Mitteln, was (wohl im Spätsommer 366 v. Chr.) zu seiner Verbannung führte; er begab sich nach Griechenland. Nach diesem Fehlschlag reiste auch Platon im Jahre 365 v. Chr. ab. Es wurde aber mit Dionysios vereinbart, dass beide nach einer Beruhigung der Lage zurückkehren sollten. Zwischen Dion und Dionysios bestand eine Rivalität um die Freundschaft Platons, und Dionysios war darüber enttäuscht, dass Platon Dion den Vorzug gab.

### Dritte Sizilienreise
361 v. Chr. reiste Platon zum dritten Mal – wiederum widerwillig und gedrängt – nach Sizilien. Archytas hatte ihn darum gebeten, in der Hoffnung, dass Platon einen günstigen Einfluss auf den Tyrannen ausüben werde, und Dionysios II., der die Anwesenheit des Philosophen wünschte, hatte Druck ausgeübt, indem er das Eintreffen Platons zur Bedingung für eine Begnadigung Dions machte. So entschloss sich Platon, zusammen mit seinen Schülern Speusippos und Xenokrates auf einem von Dionysios geschickten Schiff die Reise anzutreten.
Das entscheidende Gespräch mit Dionysios verlief für Platon enttäuschend. Nach Platons Darstellung bildete sich Dionysios zu Unrecht ein, die philosophischen Lehren bereits zu verstehen, und zeigte keine Bereitschaft, sich der Disziplin echter Schülerschaft zu unterwerfen und ein philosophisches Leben zu führen. Außerdem hielt er die Zusage einer Rehabilitierung Dions nicht ein und beschlagnahmte sogar dessen großes Vermögen. In den Kreisen der Platoniker und der Anhänger Dions hatte sich die Überzeugung verbreitet, dass nur ein Sturz des Tyrannen eine Besserung der Lage bewirken könne. Speusippos nutzte seinen Aufenthalt in Syrakus zur Betätigung in diesem Sinne, was dem Tyrannen wohl nicht verborgen blieb. Durch die Parteinahme seiner Freunde und Anhänger für die Opposition geriet Platon in Verdacht und Bedrängnis, insbesondere als er sich für einen des Hochverrats verdächtigten Parteigänger Dions einsetzte. Söldner des Dionysios, die Interesse am Fortbestand der bestehenden Machtverhältnisse hatten, bedrohten ihn. Aus dieser lebensgefährlichen Lage rettete ihn Archytas, der von Tarent aus intervenierte und ihm im Sommer 360 die Heimkehr nach Athen ermöglichte.

### Umsturz in Syrakus
Nach dem Scheitern von Platons Bemühungen beschloss Dion, mit seinen Anhängern zur Gewalt zu greifen. Dabei ermutigten und unterstützten ihn Mitglieder der Akademie, der er auch selbst angehörte. Platon hielt sich davon fern, da er weiterhin in einem Verhältnis der Gastfreundschaft zum Tyrannen stand, doch widersetzte er sich diesen Aktivitäten seiner Schüler nicht. 357 v. Chr. wagte Dion den Feldzug mit einer kleinen Streitmacht von Söldnern. Es gelang ihm bald nach seiner Landung auf Sizilien, Dionysios mit Hilfe von dessen zahlreichen Feinden in Syrakus zu stürzen und in der Stadt die Macht zu übernehmen. Ob bzw. inwieweit er tatsächlich eine platonische Staatsordnung einführen wollte, wovon Platon selbst bis zuletzt überzeugt war, ist umstritten. Jedenfalls versuchte er, die Verfassung umzugestalten, stieß dabei aber auf heftigen Widerstand und wurde verdächtigt, eine neue Tyrannenherrschaft errichten zu wollen. Dies führte nach mancherlei Wirren und Kämpfen 354 v. Chr. zu seiner Ermordung. Als Platon von Dions Tod erfuhr, dichtete er ein Epigramm, mit dem er dem geliebten Freund ein literarisches Denkmal setzte. An Dions Verwandte und Parteigänger in Sizilien richtete er den siebten Brief, in dem er sein Verhalten begründete und erläuterte.

### Alter und Tod
Seine letzten Lebensjahre verbrachte Platon lehrend und forschend. In hohem Alter wandte er sich mit einem öffentlichen Vortrag Über das Gute an ein breites, nichtphilosophisches Publikum, bei dem er jedoch auf Verständnislosigkeit stieß. Er starb 348/347 v. Chr. und wurde auf dem Gelände der Akademie oder in dessen Nähe bestattet, laut Philochoros im Garten neben dem Museion. Sein Testament ist erhalten. Da er unverheiratet und kinderlos war, fiel sein Erbe an einen Neffen oder Großneffen, den Knaben Adeimantos. Zu seinem Nachfolger als Leiter der Akademie (Scholarch) wurde sein Neffe Speusippos gewählt.

## Werke
Die dreibändige Gesamtausgabe von Platons Werken, die der Drucker Henri Estienne (latinisiert Henricus Stephanus) im Jahr 1578 in Genf veröffentlichte, war bis ins frühe 19. Jahrhundert die maßgebliche Edition. Nach der Seitennummerierung dieser Ausgabe (Stephanus-Paginierung) werden Platons Werke noch heute zitiert.

### Überlieferung und Echtheit

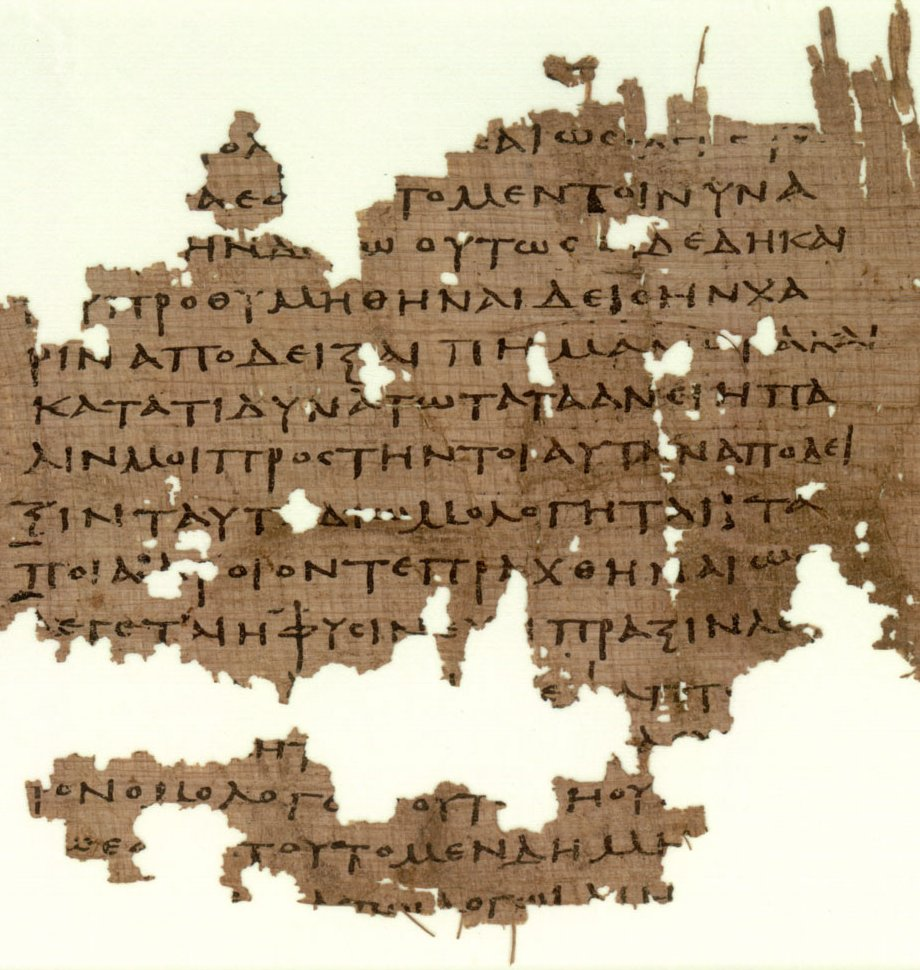
Papyrusfragment der Politeia aus Oxyrhynchos, 3. Jahrhundert. POxy 3679, Ashmolean Museum, Oxford

Alle Werke Platons, die in der Antike bekannt waren, sind erhalten geblieben, abgesehen vom Vortrag Über das Gute, von dem es eine Nachschrift des Aristoteles gab, die verloren ist. Hinzu kommen Werke, die unter Platons Namen verbreitet waren, aber möglicherweise oder sicher unecht sind; auch sie gehören größtenteils zum Corpus Platonicum (der Gesamtheit der traditionell Platon zugeschriebenen Werke), obwohl ihre Unechtheit teils schon in der Antike erkannt wurde. Insgesamt sind 47 Titel von Werken bekannt, die Platon verfasst hat oder für die er als Autor in Anspruch genommen worden ist. Das Corpus Platonicum besteht aus den Dialogen (darunter das unvollendete Spätwerk Kritias), der Apologie des Sokrates, einer Sammlung von 13 Briefen sowie einer Sammlung von Definitionen, den Horoi. Außerhalb des Corpus überliefert sind eine Sammlung von Dihairesen, zwei weitere Briefe, 32 Epigramme und ein Gedichtfragment (7 Hexameter); mit Ausnahme eines Teils der Gedichte stammen diese Werke sicher nicht von Platon.
Seit dem 3. Jahrhundert v. Chr. beschäftigten sich Philologen der Alexandrinischen Schule mit den Werken Platons. Einer von ihnen, Aristophanes von Byzanz (3./2. Jahrhundert v. Chr.), ordnete die Schriften in Trilogien. Die verbreitetste antike Gruppierung ist jedoch diejenige in neun Tetralogien (Vierergruppen), also 36 Werke, nämlich 34 Dialoge, die Apologie und die Briefsammlung. Die Tetralogienordnung, deren Entstehungszeit umstritten ist, wurde nach inhaltlichen Gesichtspunkten durchgeführt; dabei ging es den antiken Platonikern hauptsächlich um die didaktisch-pädagogische Frage, in welcher Reihenfolge ein Schüler die Schriften lesen sollte.
Der heutige, von der Mehrheit der Gelehrten akzeptierte Forschungsstand in der Echtheitsfrage der 36 Werke, aus denen die Tetralogien bestehen, ist folgender:
- Neben der Apologie sind 24 Dialoge sicher echt: Charmides, Euthydemos, Euthyphron, Gorgias, Ion, Kratylos, Kritias, Kriton, Laches, Lysis, Menexenos, Menon, Nomoi („Die Gesetze“), Parmenides, Phaidon, Phaidros, Philebos, Politeia („Der Staat“), Politikos („Der Staatsmann“), Protagoras, Sophistes („Der Sophist“), Symposion („Das Gastmahl“), Theaitetos, Timaios
- 5 sind umstritten (Dubia): Alkibiades I,[43] Hippias maior („Großer Hippias“),[44] Hippias minor („Kleiner Hippias“),[45] Kleitophon,[46] Theages[47]
- 5 sind sicher unecht (Spuria): Alkibiades II, Epinomis, Anterastai (lateinisch Amatores), Hipparchos, Minos

Von den Briefen sind alle außer dem Dritten, Sechsten, Siebten und Achten sicher unecht; der Siebte Brief wird überwiegend als echt akzeptiert, die drei übrigen sind umstritten.
Neben den 34 Dialogen der Tetralogien enthält das traditionelle Corpus Platonicum noch weitere, die heute jedoch als „Anhang“ zum Corpus (Appendix Platonica) ausgesondert sind, da sie sicher unecht sind. Alle unechten Dialoge gehen anscheinend auf Mitglieder der Älteren und der Jüngeren Akademie zurück. Sie sind im Zeitraum zwischen dem 4. und dem 2. Jahrhundert v. Chr. entstanden. Manche wurden wohl schon früh in die Tetralogienordnung aufgenommen und verblieben trotz bereits bestehender Zweifel in ihr, wobei der Wunsch, am Schema von neun Tetralogien festzuhalten, eine Rolle gespielt haben dürfte. Heute betrachtet die Forschung die unechten Dialoge nicht allein unter dem Gesichtspunkt der Fälschung, sondern sieht in ihnen Beispiele für eine Platons Stil und Argumentationsweise nachahmende Auseinandersetzung mit von ihm aufgeworfenen Problemen. Außerdem wird in neueren Untersuchungen nicht mehr an einer strikten Trennung von echten und unechten Schriften festgehalten; vielmehr wird die Möglichkeit aufgezeigt, dass es sich bei manchen zweifelhaften und unechten Dialogen um Entwürfe Platons bzw. Ausarbeitungen solcher Entwürfe durch seine Schüler oder spätere Platoniker handelt. Auch bei den sicher authentischen Dialogen, besonders den späten, rechnet man mit Überarbeitung durch Mitglieder der Akademie. Es ist auch bezeugt, dass Platon selbst seine Werke beständig fortentwickelt hat.

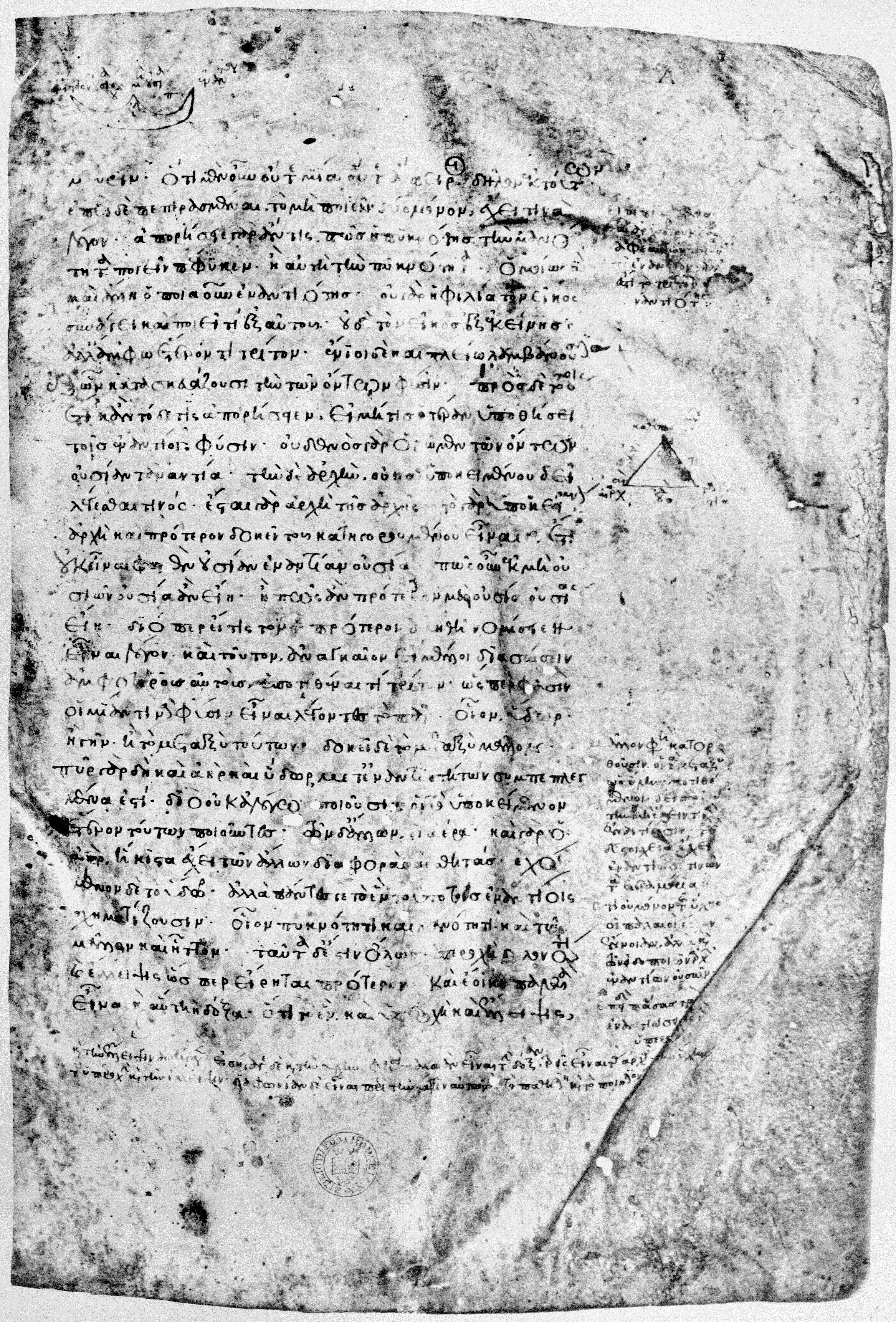
Die erste Seite der im Jahr 895 für Arethas angefertigten Sammlung der Werke Platons, des berühmten Codex Clarkianus

Die Textüberlieferung basiert in erster Linie auf den zahlreichen mittelalterlichen Handschriften, die sich letztlich auf zwei antike Abschriften zurückführen lassen. Der Vergleich der handschriftlichen Überlieferung mit den vielen teils umfangreichen Platonzitaten in antiker Literatur zeigt, dass der vorliegende Textbestand weitgehend einheitlich und zuverlässig ist. Die handschriftliche Überlieferung setzt im späten 9. Jahrhundert ein. Der Patriarch von Konstantinopel Photios I., ein führender Gelehrter des 9. Jahrhunderts, ließ eine Sammlung aller unter Platons Namen überlieferten Werke in zwei Codices anfertigen. Diese beiden Bände sind heute verloren, doch der Text des Patriarchen war die Basis späterer, teils prachtvoller Abschriften, die einen Großteil der heute vorliegenden Textüberlieferung ausmachen. Eine weitere Sammelhandschrift von Platons Schriften entstand im Auftrag von Arethas, einem Schüler des Photios. 1423 brachte der Humanist Giovanni Aurispa eine vollständige Sammlung von Platons Werken aus Konstantinopel nach Italien. Eine Ergänzung zu den mittelalterlichen Textzeugen bilden die vielen antiken Papyri, die allerdings nur Textfragmente enthalten. Der älteste Papyrus stammt aus dem späten 4. oder frühen 3. Jahrhundert v. Chr.

### Chronologie
Eine absolute Datierung der einzelnen Werke ist sehr schwierig, da sie kaum Hinweise auf historische Ereignisse ihrer Abfassungszeit bieten und die Handlung der Dialoge in der Regel in die Lebenszeit des Sokrates gesetzt ist, also in die Zeit vor dem eigentlichen Beginn von Platons schriftstellerischer Tätigkeit. In manchen Fällen kann zumindest der Zeitraum der Entstehung eingegrenzt werden, etwa dank Anspielungen auf Datierbares oder auch durch das Einsetzen der Rezeption.
Die relative Datierung der Schriften innerhalb des Gesamtwerks wird in der Forschung seit dem späten 18. Jahrhundert intensiv diskutiert, da die Ermittlung der chronologischen Reihenfolge ihrer Entstehung Voraussetzung für alle Hypothesen über die Entwicklung von Platons Denken ist. Eindeutige interne Kriterien sind Querverweise in den Dialogen, die aber nur vereinzelt vorkommen. Externe (historische) Kriterien sind Hinweise auf datierbare Ereignisse, die sich aber teilweise nicht eindeutig zuordnen lassen. Die Argumentation basiert daher hauptsächlich auf philologischen Beobachtungen und auf Überlegungen zu einer stimmigen philosophischen Entwicklung. Dabei geht es unter anderem um Hypothesen, wonach ein Dialog auf einem anderen aufbaut und die Kenntnis der dort entwickelten Gedankengänge voraussetzt. Die wichtigsten Kriterien sind aber nicht inhaltlicher, sondern sprachlicher Art. Hierbei relevante sprachliche Merkmale ergeben sich zum einen aus einer allgemeinen Stilanalyse, die allerdings wegen ihres subjektiven Charakters und wegen Platons großer Variationsbreite in der Stilkunst kaum zwingende Folgerungen gestattet; zum anderen geht es um die Detailergebnisse der Anwendung sprachstatistischer Methoden, die bereits 1867 begann. Grundlage der Sprachstatistik ist die Beobachtung, dass das Vorkommen und die Häufigkeit der Verwendung einzelner Wörter oder auch Partikelkombinationen für einzelne Schaffensphasen eines Autors charakteristisch sein können. Anhaltspunkte solcher Art ergeben sich außerdem aus der Satzrhythmik und aus Hiaten.
Die Kombination dieser Ansätze hat eine grobe Dreiteilung in frühe, mittlere und späte Werke ermöglicht, die sich – mit einigen Schwankungen – als herrschende Lehrmeinung etabliert hat. Allerdings wird diesem Schema hinsichtlich einzelner Werke immer wieder widersprochen und die Solidität seiner Basis bestritten. Eine Reihe von Grenzfällen ist weiterhin ungeklärt. Hinzu kommt, dass für diejenigen Platonforscher, die den Aspekt der wiederholten Überarbeitung mancher Dialoge betonen, die Ergebnisse der sprachstatistischen Untersuchungen kaum Gewicht haben. Außerdem bleibt die Reihenfolge innerhalb der drei Gruppen zu einem erheblichen Teil unsicher oder gänzlich unklar.
Nach der heute vorherrschenden Auffassung ist aufgrund der stilistischen Analyse folgende Gruppierung relativ plausibel (mit alphabetischer Reihenfolge innerhalb der Gruppen):
| Frühwerke                | Apologie, Charmides, Euthydemos, Euthyphron, Gorgias, Hippias minor (falls echt), Ion, Kratylos, Kriton, Laches, Lysis, Menexenos, Menon, Phaidon, Protagoras, Symposion |
| Werke der mittleren Zeit | Parmenides, Phaidros, Politeia, Theaitetos |
| Späte Werke              | Kritias, Nomoi, Philebos, Politikos, Sophistes, Timaios |

Bei der Betrachtung nach inhaltlichen Gesichtspunkten ergibt sich ein ähnliches Bild, doch scheinen dann Kratylos, Phaidon und Symposion eher der Mittelgruppe als den Frühwerken anzugehören, während Parmenides und Theaitetos, die stilistisch noch zur Mittelgruppe gerechnet werden, inhaltlich gesehen bereits zum Spätwerk gehören. Darin liegt kein Widerspruch zu den Ergebnissen der Stilanalyse, da die Phasen einer philosophischen Entwicklung nicht genau denen der stilistischen entsprechen müssen. Terminologisch kann aber aus den unterschiedlichen Kriterien der Periodisierung Verwirrung resultieren.

## Literarische Form

### Das Dialogprinzip

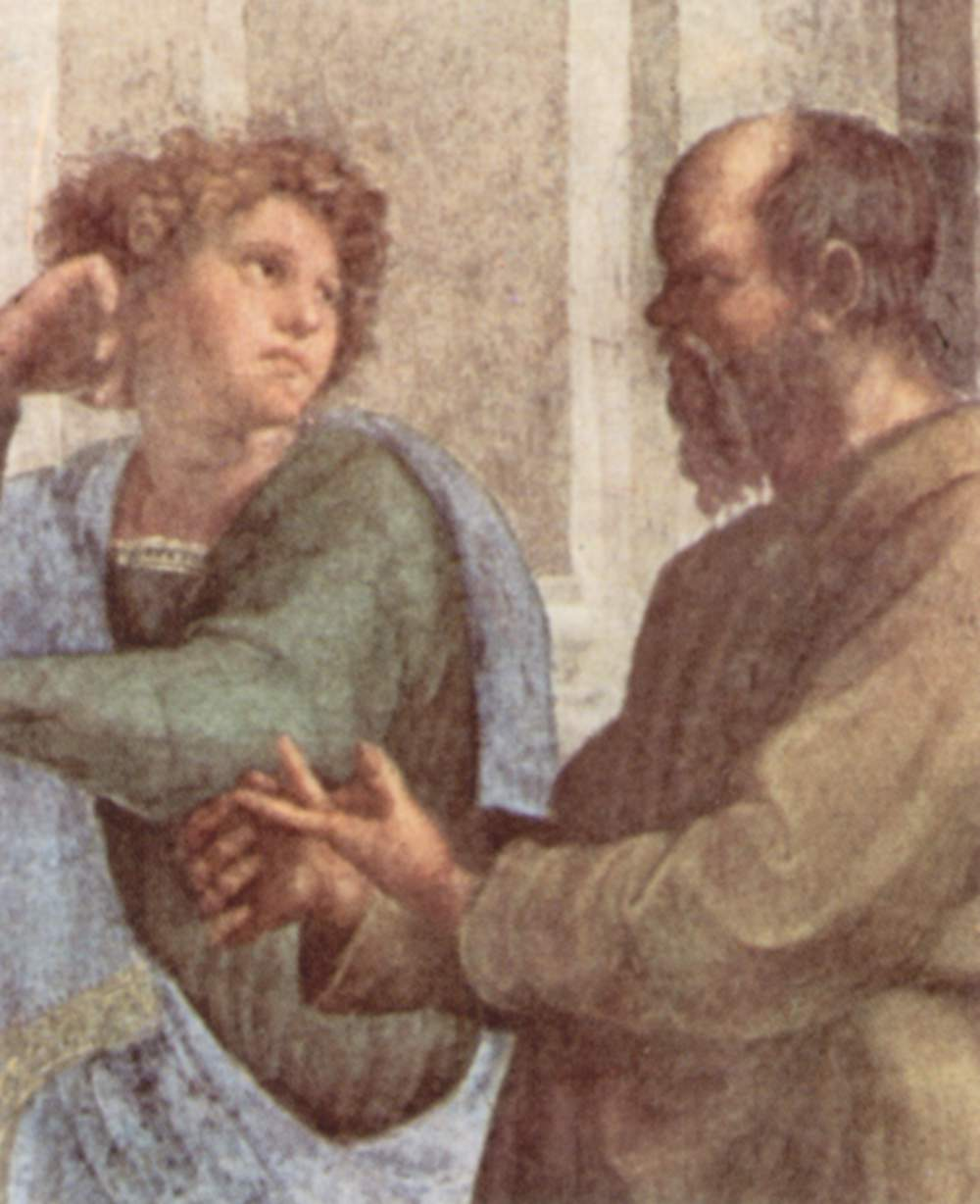
Sokrates im Gespräch mit dem jungen Xenophon. Detailansicht aus Raffaels Die Schule von Athen (1510–1511), Fresko in der Stanza della Segnatura (Vatikan)

Alle Werke Platons mit Ausnahme der Briefe und der Apologie sind nicht – wie damals das meiste philosophische Schrifttum – als Lehrgedichte oder Traktate, sondern in Dialogform geschrieben; auch die Apologie enthält vereinzelt dialogische Passagen. Dabei lässt Platon eine Hauptfigur, meist Sokrates, mit unterschiedlichen Gesprächspartnern philosophische Debatten führen, die von Einschüben wie indirekten Berichten, Exkursen oder mythologischen Partien abgelöst und ergänzt sowie mit ihnen verwoben werden; lange monologische Reden kommen darin ebenfalls vor. Auch andere Sokrates-Schüler wie Xenophon, Aischines, Antisthenes, Euklid von Megara und Phaidon von Elis verfassten Werke in der Form des sokratischen Dialogs (Σωκρατικοὶ λόγοι Sokratikoì lógoi), doch Platon erlangte auf diesem Gebiet eine so überragende Bedeutung, dass die Antike ihn (wenn auch nicht einhellig) als Erfinder dieser damals noch jungen literarischen Gattung betrachtete. Er verhalf dem sokratischen Dialog zum Durchbruch und zugleich zur Vollendung.
Die Dialogform unterscheidet sich von anderen Textformen deutlich:
- Sie spricht den Leser durch die künstlerische Ausführung an.
- Sie befreit von der Erwartung systematischer Vollständigkeit; Ungeklärtes darf offenbleiben.
- Sie bildet einen Prozess der Erkenntnisgewinnung ab, der auch zur Revision von Positionen führt, und regt damit stärker als eine Lehrschrift zum aktiven Mitdenken an.
- Der Autor nimmt nicht zu den vorgetragenen Thesen Stellung; er tritt hinter seine Figuren zurück[58] und überlässt die Urteilsbildung dem Leser.
- Das Denken stellt sich der argumentativen Kontrolle durch die Gesprächspartner.
- Eine starre Terminologie, wie Platon sie generell scheut, kann vermieden werden.[59]

Ort und Zeit der Dialoge sind oft genau angegeben; so bilden etwa der Besuch beim inhaftierten Sokrates (Kriton), das Haus eines reichen Atheners (Politeia), ein Gastmahl (Symposion), ein Spaziergang außerhalb Athens (Phaidros) oder die Wanderung zu einem Heiligtum (Nomoi) das konkrete Umfeld. Die realitätsnahe Rahmengebung erweckt den Eindruck einer historischen Begebenheit und vermittelt Authentizität. Es handelt sich allerdings nicht um authentische Gesprächsprotokolle, sondern um literarische Fiktionen. Häufig werden auch Quellen der Überlieferungen, Berichte oder Mythen, welche in die Dialoge eingeflochten sind, präzise beschrieben und beglaubigt, beispielsweise beim Atlantis-Mythos im Timaios und im Kritias.
Der aus Platons Perspektive gezeichnete Sokrates, in dessen Gestalt sich historische und idealisierte Züge mischen, steht im Zentrum der weitaus meisten Dialoge. Eine Abgrenzung zwischen Platons eigener Philosophie und der des historischen Sokrates, der sich nur mündlich geäußert hat, ist unter diesen Umständen schwierig; sie gehört seit langem zu den wichtigsten und umstrittensten Themen der Forschung. Oft werden die frühen aporetischen Dialoge als relativ wirklichkeitsgetreue Wiedergaben der Ansichten des historischen Sokrates angesehen und daher zur Gewinnung eines Bildes von der originären sokratischen Philosophie genutzt. Am besten eignet sich zu diesem Zweck wohl die Apologie. Spätestens in den mittleren Dialogen, in denen die Ideenlehre in den Vordergrund tritt, gewinnt Platons eigenes Denken an Gewicht. Manche Forscher setzten in der angenommenen Entwicklung vom sokratischen zum originär platonischen Philosophieren eine Übergangsphase an, der sie unter anderem Euthydemos, Hippias maior, Lysis, Menexenos und Menon zurechnen. Platon selbst bleibt in seinen Werken stets im Hintergrund; lediglich in der Apologie und im Phaidon fällt sein Name am Rande.
Der platonische Sokrates dominiert den Dialog. Er bestimmt den Gesprächsverlauf, indem er ihm die entscheidenden Impulse gibt, und er verhilft seinen Partnern auf maieutische Weise zu Einsichten und Erkenntnissen. Er widerlegt die Meinungen anderer; damit kontrastiert der Umstand, dass seine eigenen Äußerungen sich stets als unangreifbar erweisen. Meist sind sich die Gesprächspartner zunächst ihrer Sache sicher, werden dann aber von Sokrates auf Mängel in ihren Gedankengängen oder in ihren ungeprüften Vorannahmen aufmerksam gemacht, bis sie die Fehlerhaftigkeit ihrer bisherigen Meinungen einsehen. Großenteils handelt es sich bei den Dialogpartnern um individuell gezeichnete Figuren, für die historische Vorlagen nachweisbar sind. In den frühen Dialogen sind es meist Personen, die eine direkte oder indirekte Verbindung zum jeweiligen Thema erkennen lassen, beispielsweise Priester, Dichter, Staatsmänner, militärische Kommandeure, Erzieher oder Redner, denen der Leser aufgrund ihres Berufes Kompetenz auf dem betreffenden Gebiet zutraut. Erst in den Spätwerken weisen die Dialogteilnehmer oftmals einen spezifisch philosophischen Hintergrund auf, wie ihre einschlägigen Vorkenntnisse zeigen. Die Dialogform ermöglicht es Platon, die sprachliche Gestaltung der freien Rede gelegentlich bestimmten bekannten Eigentümlichkeiten seiner Protagonisten anzugleichen.
Die Zahl der Diskutierenden schwankt zwischen zwei und vier. Sokrates entwickelt seinen Gedankengang in der Auseinandersetzung mit seinen bewusst gewählten Gesprächspartnern, wobei er sich ihnen immer nur nacheinander zuwendet. Mit einem Wechsel des Gesprächspartners geht häufig eine abrupte Veränderung des Niveaus der Debatte einher. Solche Wechsel treten auch ein, wenn der dominierende Gesprächspartner auf nicht anwesende Personen ausweicht, indem er vom Verlauf eines früheren Dialogs mit anderen Personen berichtet, wie etwa im Fall der Rede der Diotima über den Eros im Symposion. Ziel des Dialogs ist die Übereinstimmung (ὁμολογία homología) der Gesprächspartner im Ergebnis der Erörterung. Je nach Art des Themas und Kompetenz der Teilnehmer führt der Dialog zu einer für alle zufriedenstellenden Lösung oder auch in eine ausweglose Argumentationssituation (Aporie, ἀπορία aporía „Ratlosigkeit“). Wenn etwas geklärt werden müsste, aber in der aktuellen Gesprächskonstellation eine Überforderung wäre, überträgt Platon diese Aufgabe bewusst der Auseinandersetzung mit einem anderen Gesprächspartner.
Die Dialoge stellen äußerst unterschiedliche Anforderungen an die intellektuellen Fähigkeiten der Leser. Daher ist nicht klar, welches Zielpublikum Platon gewöhnlich im Auge hatte. Wahrscheinlich ist, dass sich seine Dialoge teils primär als werbende (protreptische) Schriften an eine breitere Leserschaft wandten, während anspruchsvolle Werke wie der Timaios in erster Linie für philosophisch Vorgebildete und Schüler der Akademie bestimmt waren. Jedenfalls wollte Platon auf die gebildete Öffentlichkeit einwirken, um Außenstehende für die Philosophie zu gewinnen und auch um seine politischen Überzeugungen zu verbreiten. Allerdings sah er auch die Gefahr von Missverständnissen, wenn seine Schriften in die Hände von Lesern gelangten, die unfähig waren, sie ohne weitere Hilfen zu erschließen.
Es ist davon auszugehen, dass es sich beim zeitgenössischen Publikum sowohl um Leser als auch um Hörer handelte, und dass dem Vorlesen und Diskutieren ein hoher Stellenwert zukam. Die Dialoge, die auch Parallelen zum griechischen Drama zeigen und stellenweise Tragödienzitate aufweisen, wurden in der Antike bisweilen wie Dramen aufgeführt oder rezitiert.

### Merkmale der Dialoggruppen

#### Frühwerke
Platons frühe Werke stellen in plastischer Anschaulichkeit und dramatischer Lebendigkeit Personen und deren Meinungen dar. In einer Reihe von Dialogen dieser Phase geht es um die Suche nach Antworten auf die für Sokrates wichtigsten und drängendsten Fragen; gefragt wird etwa nach dem Wesen der Frömmigkeit (Euthyphron), der Tapferkeit (Laches), der Besonnenheit (Charmides), der Tugend (Hippias minor) sowie der Freundschaft und Liebe (Lysis).
Vor allem von vermeintlichen Experten erwartet Sokrates diesbezüglich stichhaltige Antworten, doch zeigt sich bei eingehender Befragung, dass sie keine befriedigenden Auskünfte zu bieten haben. In einigen Dialogen bleibt die anfangs gestellte Aufgabe ungelöst; sie werden als aporetische Definitionsdialoge bezeichnet. Die Aporie bedeutet aber nicht, dass Platon von der Unlösbarkeit des Problems überzeugt war, sondern kann auch darauf zurückzuführen sein, dass der Dialogpartner für die Erarbeitung einer Lösung unzureichend qualifiziert war. Als Debattierer treten oft unerfahrene, aber wissbegierige Jünglinge auf.
Eine Dialoggruppe dieser Phase hat die scharfe Auseinandersetzung mit bekannten Sophisten wie Gorgias von Leontinoi oder Protagoras zum Thema, deren Haltung zur Ethik und zur Pädagogik der platonische Sokrates energisch entgegentritt. Unter dem bei ihm abwertend gemeinten Begriff „Sophisten“ fasst Platon unterschiedliche Denker zusammen, die als Lehrer umherzogen und gegen Entgelt unterrichteten, ansonsten aber wenig gemeinsam hatten. Bei ihm erscheint der typische Sophist als Inbegriff eines Vermittlers von wertlosem Scheinwissen. Platons polemische Darstellung bietet kein zuverlässiges Bild der Persönlichkeiten und Lehren der historischen Sophisten. Eine andere Gruppe von Dialogen spielt szenisch und zeitlich im Umfeld der Verurteilung des Sokrates.
Die Grundmethode, die Sokrates in diesen Dialogen anwendet, ist die Widerlegung (ἔλεγχος élenchos „Untersuchung“, „Prüfung“) der ursprünglichen Ansichten seiner Gesprächspartner, die sich als naiv und unreflektiert erweisen. Durch solche Befreiung von Scheinwissen tritt der Mangel an echtem Wissen zutage. Dabei legt Sokrates didaktisch Wert darauf, dass der Gesprächspartner durch eigene Anstrengungen im Verlauf der geistigen Auseinandersetzung Wissen erwirbt. Diese Kunst der Gesprächsführung vergleicht Sokrates selbst mit der „Hebammenkunst“ seiner Mutter (μαιευτική τέχνη maieutikḗ téchnē, daher Maieutik). Gemeinsam wird eine Definition der Begriffe gewonnen. Dem folgt die Suche nach Gründen für die Wahrheit bestimmter Überzeugungen. Sokrates prägt durch seine Persönlichkeit und seine Ironie die ganze Diskussion. Durch seine Fragestellungen lenkt er den Gesprächspartner in die gewünschte Richtung.
Das Ziel der philosophischen Bemühungen ist es, sich der Wahrheit zu nähern und damit Orientierung für das Leben zu gewinnen, indem man erkennt, worin die rechte Lebensweise besteht und wie sie begründet ist. Bei dieser Wahrheitssuche grenzt sich Platon von „sophistischer“ und „rhetorischer“ Streitkunst ab, die er vehement ablehnt, da sie nicht auf Erkenntnis ausgerichtet sei, sondern sich damit begnüge, Kniffe zur Verfügung zu stellen, um einer Auffassung unabhängig von ihrem Wahrheitsgehalt zum Sieg zu verhelfen.

#### Mittlere und späte Werke
Die Dialoge, die nach inhaltlichen Kriterien zur Mittelgruppe zusammengefasst werden, unterscheiden sich deutlich von den Frühwerken. Sie gelten als Platons literarische Meisterwerke. Zwar stehen auch in dieser Phase oftmals Definitionsfragen im Zentrum der Erörterung, doch führt die Untersuchung nicht mehr in aporetische Situationen. Stattdessen wird die nun eingeführte Ideenlehre zumeist als bekannte, einsichtige und daher keiner ausführlichen Begründung mehr bedürftige Grundlage des Gespräches vorausgesetzt. Während in den Frühwerken vorwiegend ethische Fragen debattiert wurden, geht es im mittleren Werk um ein breiteres Spektrum philosophischer Probleme, darunter Themen wie Tod und Unsterblichkeit der Seele (Phaidon), der ideale Staat (Politeia), Liebe (Phaidros) und erotische Anziehung (Symposion), Sprachphilosophie (Kratylos) und das Schöne (Hippias maior).
Auch in späten Werken wird die Ideenlehre erprobt, so etwa in der Auseinandersetzung mit den Fragen nach dem Sein (Parmenides und Sophistes) und dem Wissen (Theaitetos) und Problemen der Naturphilosophie (Timaios). Die Ideenlehre bildet aber nicht wie in den mittleren Dialogen die Grundlage der Argumentation. Ein anderer Themenschwerpunkt der Spätwerke ist die politische Philosophie (Politikos und Nomoi). Häufig greifen die Spätwerke auf bereits erarbeitete Einsichten zurück oder modifizieren die Thesen früherer Werke erheblich. Auch in der literarischen Gestaltung ist eine Entwicklung von der mittleren zur späten Periode hin feststellbar. Schon in einigen mittleren und dann besonders in den späten Dialogen tritt die Figur des bisher dominierenden Protagonisten Sokrates etwas zurück, und umfangreiche Monologe, die auch von anderen Personen gehalten werden (wie etwa im Timaios), nehmen zu.

### Das mythische Element
In die Dialoge sind eine Reihe von Mythen eingebaut, darunter der Atlantis-Mythos im Timaios und Kritias, die Mythen von den Kugelmenschen und der Geburt des Eros im Symposion, die Mythen von Gyges, Er und den Autochthonen in der Politeia, die Mythen vom Seelengespann und von Theuth im Phaidros, der Mythos vom Goldenen Zeitalter im Politikos, der Welterschaffungsmythos im Timaios und mehrere Jenseitsmythen.
Platon bietet seine Mythen in erzählerisch gestalteten Monologen dar, welche meist zu Beginn oder am Ende eines Gespräches eingeflochten sind. Typisch für diese Mythen ist, dass sie nicht nachprüfbare Behauptungen aufstellen. Manchmal kommen göttliche Figuren als Akteure ins Spiel, oder es ist von ferner Vergangenheit die Rede. In manchen Passagen verwendet Platon Metaphern und bildhafte Gleichnisse. Stets geht es darum, den Gehalt theoretischer Aussagen anschaulich zu machen, ihn allegorisch auf eine konkret wirkende Ebene zu übertragen und ihm zusätzliche Überzeugungskraft zu verschaffen. So sollen Platons Mythen etwa den Zustand der Welt (Politikos), ihre Entstehung (Timaios), menschliche Fähigkeiten (Theuth-Mythos), das Wesen der Seele (Phaidros) oder ihr Fortleben im Jenseits (Phaidon) illustrieren. Mit seinen mythologischen Exkursen greift Platon in vielen Fällen auf bestehende Traditionen sowie religiöse und philosophische Vorstellungen zurück, die in der Sophistik, der Orphik oder dem Pythagoreismus gängig waren und die er abwandelt, um sie in den Dienst seiner Absichten zu stellen und seinen Überzeugungen anzupassen.
Generell lassen sich Mythen, die Platon Sokrates vortragen lässt, von solchen unterscheiden, die andere Dialogteilnehmer erzählen. Unter den Mythen, die nicht Sokrates in den Mund gelegt werden, finden sich neben Berichten, die bestimmten Quellen zugeschrieben werden, auch solche, die ohne Hinweis auf eine Quelle Glauben beanspruchen, und aitiologische Sagen, die erklären sollen, wie etwas zustande gekommen ist. So trägt der Sophist Protagoras im gleichnamigen Dialog den Mythos des Prometheus über die Entstehung der Kultur vor, um seine Behauptung zu untermauern, dass Tugend (aretḗ) nach der Art der Sophisten gelehrt werden könne. Ähnlich will der Komödiendichter Aristophanes im Symposion mit dem Mythos der Kugelmenschen veranschaulichen, dass Erotik als Streben nach Wiederherstellung einer ursprünglichen Einheit und Ganzheit zu deuten sei.
Der bekannteste und umstrittenste platonische Mythos ist der von Atlantis, den Platon Kritias mit Berufung auf eine Tradition von Zeugen und angeblichen schriftlichen Belegen im nach ihm benannten Dialog und im Timaios erzählen lässt. In diesen Dialogen schildert Platon die mächtige Seemacht Atlantis, die einst im Krieg der mit idealen Zügen ausgestatteten Landmacht Ur-Athen unterlag und schließlich im Meer versank. Dieser Mythos wird meist als Illustration der behaupteten Überlegenheit des platonischen Idealstaates der Politeia aufgefasst. Religiös-erbaulichen Zwecken dienen Platons Jenseitsmythen, in denen er Sokrates das Schicksal der unsterblichen Seele nach dem Tod beschreiben lässt.
Die Bedeutung des Wortes Mythos variiert bei Platon erheblich. Oft scheint es einen Gegensatz zum Begriff Logos auszudrücken, der in der Philosophie eine auf Begründungen gestützte Aussage bezeichnet. Mythos und Logos können aber auch miteinander verwoben sein, und häufig gibt Platon einen Mythos als Logos und damit als in der Realität fundiert aus; vielfach betont er den Wahrheitsgehalt des Erzählten. Es kommen Mythen vor, bei denen sich die Erzähler auf Quellen berufen, für die sie einen Glaubwürdigkeitsanspruch erheben, wie etwa der Mythos des Er in der Politeia. Anderenorts schreibt Platon von einer Mischung aus Wahrem und Falschem im Mythos und bezeichnet Mythen als Geschichten für Kinder. In den Dialogen grenzt er mancherorts den Mythos vom Logos scharf ab, doch an anderer Stelle überlässt sein Sokrates die Entscheidung, ob eine Erzählung als Mythos oder Logos einzuschätzen ist, dem Urteil der Gesprächspartner.
In der Platonforschung sind daher unterschiedliche Interpretationen der Stellung des Mythos zum Logos vorgeschlagen worden. Manche Gelehrte sehen im Mythos eine dem Logos untergeordnete Form. Andere nehmen an, dass Mythos und Logos als gleichermaßen legitime Zugänge zur Wahrheit präsentiert werden. Demnach fasst Platon den Mythos nicht im Sinne eines Gegensatzes zum Logos auf; vielmehr handelt es sich um zwei komplementäre Annäherungen an die Wirklichkeit, zwei verschiedenartige Wege zum Verständnis der Welt, von denen der eine mit Vernunftgründen abgesichert ist, während der andere Aspekte vor Augen stellt, die auf rationalem Weg schwer begreiflich zu machen sind. Je nach dem Verständnis ihres Sinnes und Zwecks sind die Mythen seit der Antike hinsichtlich ihres literarischen und philosophischen Werts sehr unterschiedlich beurteilt worden.

## Philosophie

### Ideenlehre
Die Einführung der Ideenlehre wird häufig als die Trennlinie zwischen sokratischer und platonischer Philosophie gesehen. In den frühen aporetischen Definitionsdialogen beschäftigt sich der Sokrates Platons primär mit ethischen Themen. Er fragt danach, welche Eigenschaften eine bestimmte Tugend wie Gerechtigkeit oder Tapferkeit ausmachen oder durch welche Merkmale das Gute gekennzeichnet ist. Jedoch bleiben die dort erwogenen Definitionen für ihn ungenügend, weil sie entweder zu eng oder zu allgemein gefasst sind und daher keine präzise Bestimmung des Inhalts des jeweils zu definierenden Begriffs ermöglichen.
Dagegen befasst sich Platon in den mittleren Dialogen mit dem Wesen einer Tugend oder eines beliebigen Objekts, ohne sich auf die Suche nach Definitionsmerkmalen zu beschränken. Ein Mensch mag zwar als gerecht bezeichnet werden, jedoch ist er nicht an und für sich gerecht; ein Gegenstand kann schön genannt werden, aber er ist niemals der Inbegriff des rein Schönen. Alle Dinge, denen aufgrund von Urteilen, die in Sinneserfahrungen gründen, eine bestimmte Eigenschaft – etwa „schön“ – zugeschrieben wird, haben in höherem oder geringerem Maß Anteil an deren an sich gedachtem Prinzip, an einer Idee (ἰδέα idéa), etwa dem „Schönen an sich“.

#### Ideen als transzendente Objekte
Die platonische Idee ist – im Unterschied zum modernen Begriff „Idee“ – kein mentales Erzeugnis, kein Einfall oder Gedanke. Platon geht davon aus, dass die Welt, wie sie vom Menschen sinnlich wahrgenommen wird, einem der sinnlichen Wahrnehmung entzogenen, jedoch realen und eigenständig existierenden Reich der Ideen nachgeordnet ist, welches nur auf geistigem Weg erkannt werden kann. Die Idee ist für Platon das wahre Seiende, ihr Sein ist das Sein im eigentlichen Sinne. Den sinnlich wahrnehmbaren Gegenständen hingegen kommt nur ein bedingtes und damit unvollkommenes Sein zu. Zur Idee gelangt, wer von den unwesentlichen Besonderheiten des einzelnen Phänomens abstrahiert und seine Aufmerksamkeit auf das Allgemeine richtet, das den Einzeldingen zugrunde liegt und gemeinsam ist. So beschreibt er im Symposion, wie man von der sinnlichen Wahrnehmung eines schönen Körpers zur Schönheit der Seele, der Sitten und der intellektuellen Erkenntnisse und schließlich zu dem „seiner Natur nach Schönen“, also der Idee des Schönen gelangen kann. Hierbei handelt es sich um den Inbegriff dessen, was schön ist, denn nur die Idee des Schönen ist unbeeinträchtigt durch unschöne Anteile. Ebenso ist die Idee der Gerechtigkeit frei von den ungerechten Aspekten, die jeder ihrer Manifestationen in der physischen Welt anhaften.

#### Eigenschaften und Bedeutung der Ideen

Schematische Darstellung der platonischen Ideenlehre

Die Ideen als eigentliche Wirklichkeit sind absolute, zeitunabhängig bestehende Urbilder. Da sie nicht dem Entstehen, dem Wandel und dem Vergehen unterliegen, sind sie von göttlicher Qualität. Einem Einzelding kommt Schönheit immer nur in begrenztem Grade zu, so dass schöne Dinge hinsichtlich des Ausmaßes ihrer Schönheit vergleichbar sind. Die Idee des Schönen hingegen ist solchem Mehr oder Weniger entzogen, denn das Schöne als Idee ist absolut (ohne Abstufung oder Einschränkung) schön. Da Ideen in höherem Maße wirklich sind als die sinnlich wahrnehmbaren Einzelgegenstände, kommt ihnen ontologisch (in der Lehre von der Hierarchie der seienden Dinge) ein höherer Rang zu als den Sinnesobjekten. Die Ideen machen das eigentliche Wesen der Eigenschaften aus und verleihen den Dingen deren Form. Als nicht wandelbare Entität sind sie der Gegenstand, auf den sich Denken und Erkenntnis richten, denn allein von Unveränderlichem kann es Wissen geben, von stets mangelhaften und in Veränderung begriffenen Sinnesdingen nicht. Die Objekte, die der Mensch wahrnimmt, verdanken ihr Sein dem objektiven Sein der jeweiligen Idee und ihre jeweilige besondere Beschaffenheit den verschiedenen Ideen, an denen sie Anteil haben. Der seinsmäßigen (ontologischen) Höherrangigkeit der Ideen entspricht eine erkenntnismäßige (epistemische). Alles Wissen über sinnlich Erfahrbares setzt ein richtiges Verständnis der jeweils zugrunde liegenden Idee voraus. Diese platonische Vorstellung ist somit der Auffassung entgegengesetzt, dass die Einzeldinge die gesamte Wirklichkeit ausmachen und hinter den Allgemeinbegriffen nichts steht als ein menschliches Bedürfnis, zur Klassifizierung der Phänomene Ordnungskategorien zu konstruieren.
Platon greift das ursprünglich von Parmenides entwickelte Konzept eines einzigen Seins hinter den Dingen auf und wendet diesen Gedanken auf zahlreiche philosophische Fragen an. So weist er in der Politeia darauf hin, dass die Mathematiker ihre axiomatischen Voraussetzungen nicht klären, sondern sie als evident betrachten. Ihr Interesse gelte nicht den geometrischen Figuren, die sie mehr oder weniger unvollkommen in der Natur finden oder selbst zeichnen. Es gehe ihnen in der Geometrie nicht um empirische, sondern um ideale Gegenstände. Dabei werde vorausgesetzt, dass ein nichtempirisches Objekt – etwa das Viereck und seine Diagonale – das Ziel der Bestrebungen ist und nicht dessen in der Natur vorgefundene Abbilder. Von dieser Auffassung des Verhältnisses zwischen Idee und Abbild ausgehend bestimmt Platon beispielsweise das Schöne an sich, das Gute an sich, das Gerechte an sich oder das Fromme an sich.
Jedes Phänomen der physischen Welt hat demnach Anteil an der Idee, deren Abbild (εἰκών eikṓn, εἴδωλον eídōlon) es ist. Die Art dieser Teilhabe (μέθεξις méthexis) bestimmt im Einzelfall, in welchem Ausmaß dem Objekt die Eigenschaft zukommt, die es von der Idee empfängt. Die Idee ist die Ursache dafür, dass etwas so ist, wie es ist. So legt das Schöne, das Gerechte oder das Gleiche fest, dass die Einzeldinge, die als schön, gerecht oder gleich wahrgenommen werden, diese Eigenschaften in bestimmtem Ausmaß aufweisen. Ein Mensch kann daher nur als schön bezeichnet werden, weil und insofern er an der Idee des Schönen teilhat. Die Idee ist zugleich in dem jeweiligen Objekt anwesend (παρουσία parusía „Anwesenheit“).

#### Die Problematik des Begriffs „Ideenlehre“ und offene Fragen
Platon bereitet seine Äußerungen zu den Ideen nicht systematisch auf, er präsentiert nirgends ein kohärentes Lehrgebäude. Daher kann ein Verständnis des von ihm Gemeinten nur aus einzelnen Angaben in zahlreichen Schriften gewonnen werden, wobei nur ein skizzenhaftes Bild entsteht. Der gängige Begriff „Ideenlehre“, der nicht von Platon selbst stammt, entspricht daher dem, was überliefert ist, nicht genau. Auch verwendet Platon für den Begriff „Idee“ verschiedene weitgehend synonyme Ausdrücke und variiert unablässig in der Wortwahl. In den späten Dialogen kommt die Ideenlehre teilweise nicht vor, wird in Grundzügen abgewandelt oder im Timaios auf neue Bereiche wie die Kosmogonie übertragen.
Aufgrund des unsystematischen, uneinheitlichen und unfertigen Charakters von Platons schriftlich überlieferten Gedanken zu diesem Thema, die sich zudem im Lauf seiner philosophischen Entwicklung änderten, bleiben zahlreiche fundamentale Fragen offen, die seit der Antike kontrovers diskutiert werden. Unklar ist etwa, welchen sinnlich wahrnehmbaren Phänomenen nach Platons Ansicht spezifische Ideen zugeordnet sind und welchen nicht. Im Politikos scheint die Bestimmung eines Begriffs und damit die Existenz der betreffenden Idee von einem rein formalen Kriterium abzuhängen und die Frage nach Wert oder Rang dabei belanglos zu sein. Im Parmenides hingegen ist davon die Rede, dass Sokrates an der Existenz von Ideen einzelner Phänomene wie Feuer oder Wasser zweifelte und die Vorstellung anstößig fand, dass geringfügigen oder verächtlichen Dingen wie Kot oder Schmutz eigene Ideen zugeordnet seien. Anderenorts geht Platon davon aus, dass es nicht nur von Naturdingen Ideen gibt, sondern auch von Dingen wie Tischen, die in der physischen Welt nur als Produkte menschlichen Erfindungsgeistes existieren. Offen bleiben die Fragen, ob von Mängeln, von Unvollkommenem und Schlechtem Ideen anzunehmen sind und wie genau die Beziehung zwischen den Sinnesobjekten und ihren Ideen zu verstehen ist.

### Seelenlehre

#### Eigenschaften und Teile der Seele
In Platons Philosophie ist die Seele (ψυχή psychḗ) als immaterielles Prinzip des Lebens individuell unsterblich. Ihr Dasein ist von dem des Körpers gänzlich unabhängig; sie existiert vor seiner Entstehung und besteht nach seiner Zerstörung unversehrt fort (Prä- und Postexistenz). Daraus ergibt sich die Rangordnung der beiden: Der Leib, der mancherlei Beeinträchtigungen und letztlich der Vernichtung unterliegt, ist der unsterblichen, unzerstörbaren Seele untergeordnet. Es steht ihr zu, über ihn zu herrschen. Der Körper ist das „Gefäß“, die „Wohnstatt“ der Seele, aber auch negativ ausgedrückt ihr „Grab“ oder „Gefängnis“ – eine berühmt gewordene Formulierung Platons.
Im Tod löst sich die Seele vom Körper, das ewig Lebendige trennt und befreit sich von der nur durch seine Einwirkung belebten Materie. Vom Leib entbunden kann die Seele auf ungetrübte Weise erkennen, weshalb der wahre Philosoph den Tod als sinnvoll anstrebt. Solange sie sich jedoch im Körper befindet, nimmt die Seele eine vermittelnde Stellung zwischen der Ideenwelt und der Sinnenwelt ein. Zusammen mit den körperlichen Faktoren und durch sich selbst erzeugt sie Wahrnehmungen, Erkenntnisse, Meinungen, Affekte, Gefühlsregungen und Triebe und bewirkt physische Effekte wie Wachstum, äußere Eigenschaften und Auflösung der Körpermaterie. Bedeutsam ist ihre Verbindung mit einem Körper nur für die Dauer eines Lebens, in dessen Verlauf sie ihre Fähigkeiten wie Erkenntnis-, Denk- und Strebevermögen und Eigenschaften (Tugenden und Untugenden) zur Geltung bringt und Erfahrungen von Lust und Schmerz macht. Alle geistigen Funktionen eines Individuums sind die ihrigen, so dass sie mit der Person identisch ist. Ihre ethischen Entscheidungen bestimmen ihr Schicksal nach dem Tod. Deshalb zielen für Platon alle philosophischen Bestrebungen nur auf die Seele; daher mahnt sein Sokrates, „für Einsicht aber und Wahrheit und für deine Seele, dass sie sich aufs beste befinde“, zu sorgen.
Die Seele zeigt sich aus Platons Sicht nicht als einheitliches, sondern als komplexes Phänomen. Sie setzt sich aus einem begehrenden (ἐπιθυμητικόν epithymētikón), einem muthaften (θυμοειδές thymoeidés) und einem vernünftigen (λογιστικόν logistikón) Teil zusammen. Die drei Teile treten miteinander in Konflikt. Erstrebt wird aus philosophischer Sicht ihre Harmonie unter der Vorherrschaft des Vernünftigen. In einem Mythos vergleicht Platon die Seelenteile mit einem Pferdewagen. Die Vernunft muss als Wagenlenker die beiden sehr verschiedenartigen Pferde Willen und Begierde lenken und die Begierde bändigen, um als herrschende Kraft die Seele zur Erkenntnis zu führen. Das Begehrende ist dabei auf Sinneswahrnehmung ausgerichtet, es befriedigt körperliche Lüste wie Essen, Trinken und Fortpflanzung oder erstrebt Mittel zur Befriedigung derartiger Lüste. Der Wille als der muthafte Seelenteil hingegen bringt Meinungen hervor, erkennt Schönes und Gutes (jedoch nicht das Schöne und Gute an sich) und fällt wertende Urteile über die eigene Person und andere. Beide sind dem Vernünftigen unterzuordnen – das Begehrende, um seine triebhafte Unersättlichkeit zu zähmen, das Muthafte, um seine positiven Qualitäten wie besonnener Eifer, Milde, Sanftmut, Respekt und Menschenliebe gegenüber den negativen wie falscher Eifer, Misstrauen und Neid zur Entfaltung zu bringen. Das Vernünftige zeigt sich in der Lust am Lernen und Erkennen des Wahren, im wissenschaftlichen Streben. Auf dem Gebiet der Ethik kennzeichnet den vernünftigen Seelenteil die Fähigkeit zu erkennen, was gut und zuträglich ist, und durch Zügelung der niederen Teile die Selbstbeherrschung des Menschen zu ermöglichen. Die Seelenteile bilden in Platons ursprünglicher Seelenlehre eine unsterbliche Einheit; im Spätwerk Timaios hingegen betrachtet er die niederen Seelenteile und die damit verbundenen Affekte, Triebe und negativen Gefühlsregungen als sterbliche Beimischungen zur unvergänglichen Vernunftseele.

#### Beseeltheit nichtmenschlicher Wesen und Dinge

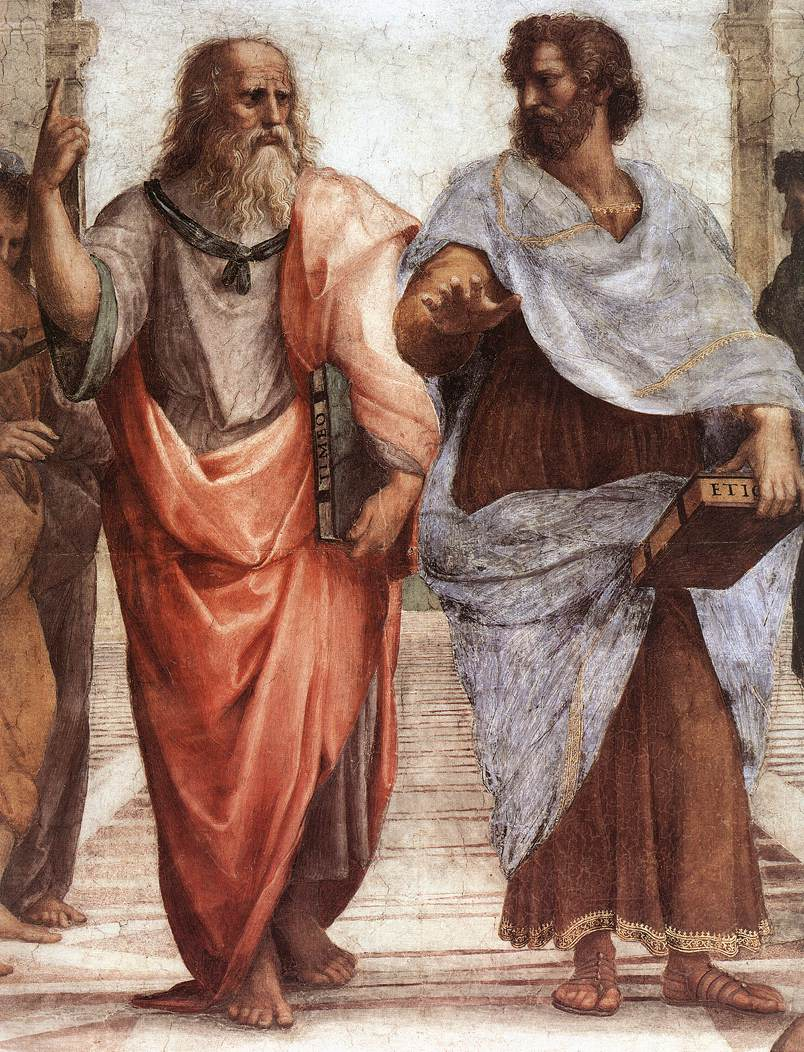
Platon (links) und Aristoteles mit dem Timaios bzw. der Nikomachischen Ethik in Händen, Detailansicht aus Raffaels Die Schule von Athen (1510–1511), Fresko in der Stanza della Segnatura (Vatikan)

Da für Platon eigenständige Bewegung ein Definitionsmerkmal der Seele ist, fasst er auch Tiere und Gestirne als beseelt auf, im Timaios auch Pflanzen. Der Kosmos selbst verfügt über Vernunft, die ihren Sitz in der Weltseele (ψυχή τοῦ παντός psychḗ tou pantós) hat. Ein Schöpfergott, der Demiurg, bildete die Weltseele, verlieh ihr Teilhabe an den Ideen und pflanzte sie in die Welt, um die Vernunft in das Weltganze zu bringen und es dadurch vollkommener zu machen. Die Weltseele ist die Kraft, die sich selbst und alles andere bewegt. Sie ist der Welt immanent, überall in ihr verbreitet und umgibt sie zugleich. Da sie durch ihre unterschiedlichen Bestandteile an allem Anteil hat, vermag sie alles wahrzunehmen und zu erkennen. Ihr Wesen ist demjenigen der menschlichen Vernunft gleich; daher besteht Übereinstimmung zwischen der Seele des Menschen und der des Kosmos.

#### Argumente für die Unsterblichkeit der Seele
Das Bemühen, die Unsterblichkeit der Seele zu beweisen, gehört zu den vorrangigen Anliegen Platons. Im Phaidon lässt er Sokrates argumentieren, dass Gegensätze wie Wachzustand und Schlaf zyklisch auseinander entstehen. Auch für den Schritt vom Leben zum Tod ist demnach eine gegenläufige Bewegung zurück zum Leben anzunehmen; anderenfalls würde alle Bewegung des Lebens auf den Tod zielen und mit ihm definitiv enden, so dass es kein Leben mehr gäbe.
In einem weiteren Argument führt Platons Sokrates jeden Lernprozess darauf zurück, dass die Seele Kenntnisse wiedererlangt, die ihr nicht neu sein können; daher muss sie dieses potentielle Wissen aus ihrem Dasein vor der Entstehung des Körpers mitbringen. Weil sie vor ihrem Eintritt in einen Körper die Ideen an einem „überhimmlischen Ort“ (τόπος ὑπερουράνιος tópos hyperouránios) geschaut und daher Wissen in reinster Form besessen hat, kann sie innerhalb ihres menschlichen Daseins lernen, indem sie sich schrittweise und in zunächst verfälschter, unreiner Weise an das einst Wahrgenommene erinnert (Anamnesis-Lehre). Aus der Existenz der Ideen und dem Zugang des Menschen zum von ihnen ermöglichten Wissen folgert Platon, dass die Seele nicht zum Bereich des zeitlich Begrenzten gehört.
Ein anderes Argument geht von der Überlegung aus, dass das Sichtbare zusammengesetzt und daher auflösbar ist, das unsichtbare Geistige hingegen einfach, unauflösbar und unvergänglich. Das spricht dafür, dass die Seele dem Bereich des Unvergänglichen angehört, dessen Beschaffenheit der ihrigen gleicht. Ein weiteres Argument im Phaidon lautet, dass Gegensätze nicht zugleich anwesend sein können; so ist Schnee mit Wärme unvereinbar. Daher kann die als belebendes Prinzip schlechthin verstandene Seele den Tod nicht in sich aufnehmen. Somit betrifft der Tod allein den belebten Leib, nicht das diesen belebende Prinzip.
Zudem stellt Platon in der Politeia die These auf, dass jedem zerstörbaren Ding ein Übel zugeordnet ist, von dem es verdorben und zerstört wird. Die Übel, welche die Seele betreffen, nämlich Ungerechtigkeit und Laster, machen sie schlecht, doch lässt sich nicht beobachten, dass sie ihre Zerstörung bewirken. Eine andere Überlegung Platons besagt, dass die Seele die Quelle aller Bewegung ist. Als Träger der Fähigkeit, immer von sich aus bewegt zu sein und anderes zu bewegen, muss die Seele ungeworden und daher unsterblich sein.

#### Die Seele nach dem Tod
Zum Schicksal der Seele im Jenseits und zum „Wieder-Werden“ (πάλιν γίγνεσθαι pálin gígnesthai), der Seelenwanderung, äußert sich Platon meist in mythischer Form. Er verwendet zwar keine Ausdrücke, die den Begriffen „Seelenwanderung“ (im späteren Griechisch μετεμψύχωσις metempsýchōsis, παλιγγενεσία palingenesía) und „Jenseits“ entsprechen, meint aber, wie aus seinen Ausführungen ersichtlich ist, deren Inhalte. Dabei knüpft er an ältere Konzepte an, wonach die Daseinsbedingungen nach dem Tod vom Verhalten im irdischen Leben abhängen, wie schon Pythagoras, Empedokles und Pindar meinten.
Im Phaidon beschreibt er die Erde und das in einen oberen und einen unteren Bereich gegliederte Jenseits. Im oberen Bereich ist die „gleichsam wahre Erde“ lokalisiert. Dort führen die vom Körper befreiten Seelen in reiner und wunderbarer Umgebung ein glückliches Leben in Gegenwart der Götter, bis sie sich erneut inkarnieren. Im unteren Bereich erfahren fünf Gruppen von Seelen Strafe und Reinigung, je nach der Schwere ihrer im Leben begangenen Verfehlungen. So versinken die „unheilbaren“ Seelen im Tartaros, während jene, die schon im Leben Reue empfanden und sich „heilbare“ Sünden zuschulden kommen ließen, jährlich in die Nähe des Acheronsees gespült werden, wo sie ihre einstigen Opfer um Verzeihung bitten. Einzig die durch die Philosophie wahrhaft gereinigten Seelen werden von der „wahren Erde“ in ein rein geistiges, nicht näher beschreibbares Jenseits aufgenommen.
Im Dialog Gorgias führt Platon den Gedanken eines Totengerichtes ein, der hier erstmals in der griechischen Kulturgeschichte näher ausgeführt wird, in Anknüpfung an ältere Vorstellungen einer richtenden Funktion von Göttern. Platons Totengericht besteht aus Minos, Rhadamanthys und Aiakos. Die nackten Seelen werden dort anhand ihrer „Narben“ und „Schwielen“ geprüft, welche durch ein ungerechtes Leben entstanden sind, und in den Tartaros oder das Elysion verwiesen. Ähnlich beschreibt Platon in der Politeia (Mythos des Er), wie die Seelen nach ihrer jeweiligen Lebensweise in die Unterwelt verbannt und gereinigt oder an einen himmlischen Ort versetzt werden. Nach tausend Jahren werden sie zur „Spindel der Ananke“ (Notwendigkeit) geführt, welche die Gestirne in Bewegung hält. Von den Moiren beaufsichtigt, wählen sie dort aus verschiedenen Lebensmodellen dasjenige, das sie künftig verwirklichen wollen, und begeben sich erneut in die Inkarnation.
Im Spätwerk Timaios behauptet Platon, dass die Seele im Körper einer Frau wiedergeboren wird, wenn sie entsprechend ungünstige Voraussetzungen mitbringt, und dass die Wiedergeburt bei besonderer Unverständigkeit in einem Tierkörper erfolgen kann, wobei wiederum die Tierart vom jeweiligen Ausmaß der Torheit der Seele im vorherigen Leben abhängt. Auf der untersten Stufe, noch unter den Kriechtieren, stehen für Platon die Wassertiere.

### Erkenntnistheorie und Definitionslehre

#### Definition und Merkmale von Erkenntnis und Wissen
Vor dem philosophiehistorischen Hintergrund der Auseinandersetzung mit den Sophisten, die sich gewerbsmäßig mit Wissensvermittlung befassten, wirft Sokrates – für Platon das Sinnbild des denkenden Menschen – im Theaitetos die Frage auf, was Erkenntnis und Wissen (ἐπιστήμη epistḗmē) seien. Zunächst widerlegt er die Behauptungen „Wissen ist Wahrnehmung“ und „Wissen ist richtige Meinung“. Er bringt vor, eine richtige Meinung könne nicht Wissen genannt werden, wenn sie zufällig wahr sei. Aber auch die traditionelle, in der Philosophiegeschichte klassische Bestimmung des Wissens als „wahre Meinung mit Begründung“ verwirft der platonische Sokrates im Theaitetos. Im früher entstandenen Menon hatte Platon diese Definition noch von Sokrates vortragen lassen; ihr zufolge entsteht dadurch, dass eine zutreffende Ansicht begründet werden kann, Erkenntnis und in weiterer Folge bleibendes Wissen. Im Theaitetos wendet er sich davon ab, wobei er argumentiert, die Begründung einer Meinung müsse wiederum begründet werden und ebenso die Begründung der Begründung, was zu einem infiniten Regress führen würde. Die Begründung einer Meinung besteht aus einer Verknüpfung von Elementen (Aussagen), die sich nur dem Verständnis erschließt, wenn ihre Bestandteile bereits bekannt sind, so wie man eine Silbe nicht erkennen kann, wenn man nicht zuvor ihre einzelnen Buchstaben erlernt hat. Daher muss sich die Begründung auf bereits vorhandenes Wissen stützen, um einer wahrheitsgemäßen Meinung den Charakter von Wissen zu verleihen. Die sich daraus ergebende Aussage „Wissen ist durch Wissen begründete wahre Meinung“ ist jedoch als Definition unbrauchbar, da der zu bestimmende Begriff in der Definition enthalten ist und dies zu einem Zirkelschluss führen würde. Der Dialog endet aporetisch.
In seiner Erkenntnistheorie unterscheidet Platon streng zwischen Meinung (δόξα dóxa) oder Glauben ohne Wissen einerseits und wahrem Wissen andererseits. Sinneswahrnehmungen reichen nicht zum Erlangen der Wahrheit aus, sondern erzeugen lediglich Meinungen. Auch wenn eine Meinung zutrifft, ist sie von prinzipiell anderer Beschaffenheit und anderen Ursprungs als Einsicht. Ein Zugang zur Wahrheit und damit Wissen erschließt sich der Seele nur im Denken, das sich möglichst von der Sinneswahrnehmung emanzipiert hat.
Dementsprechend trennt Platon zwei Seinsbereiche: die sinnlich wahrnehmbare Beschaffenheit und das nicht sinnlich wahrnehmbare Wesenhafte. Bei deren Erkundung vollzieht der Mensch mehrere Erkenntnisschritte, wie Platon im Siebten Brief am Beispiel des Kreises demonstriert:
- Auf der niedersten Stufe des Verständnisses geht es um die Bezeichnung eines Objekts, welche lediglich auf sprachlicher Konvention beruht, also die Verwendung des Wortes „Kreis“.
- Darauf folgt die Definition des mit dem Wort Bezeichneten, etwa „Ein Kreis ist das von seinem Mittelpunkt überall gleich weit Entfernte“.
- Der sprachlichen Bestimmung übergeordnet ist das sinnlich wahrnehmbare Objekt, in diesem Fall ein von einem Zeichner gefertigter Kreis, der jedoch stets unvollkommen ist.
- Die begriffliche Erkenntnis, also die kognitive Vorstellung eines Kreises, bildet den vorletzten Erkenntnisschritt.
- Auf der höchsten Stufe steht die reine Vernunfterkenntnis, welche die Idee des Kreises erfasst.

Diese Unterscheidung findet sich auch im Liniengleichnis wieder. Dabei betrachtet Platon voneinander getrennte Seinsbereiche als Abschnitte auf einer Linie. Die Linie zerfällt zunächst in die Hauptabschnitte des Sichtbaren, also des sinnlich Wahrnehmbaren, und des Denkbaren, des sich der Vernunft Erschließenden. Damit sind zugleich die Bereiche von Meinung und Erkenntnis abgegrenzt. Der Abschnitt des sinnlich Wahrnehmbaren gliedert sich wiederum in den Unterabschnitt der Abbilder (wie Schatten und Spiegelbilder) und den der Körper (der Sinnesobjekte selbst), die sich hinsichtlich der Deutlichkeit unterscheiden. Der Bereich des Denkbaren ist geteilt in ideale geometrische Objekte und die Ideen.
Diesen hierarchisch geordneten Bereichen entsprechen, in ihrer Wertigkeit aufsteigend, vier Erkenntnisstufen, nämlich bloße Vermutung, bloße Überzeugung, Verstandeserkenntnis (διάνοια diánoia) und Vernunfterkenntnis (νόησις nóēsis). Die Verstandeserkenntnis, realisiert in der Mathematik, ist dadurch charakterisiert, dass sie auf nicht hinterfragten Grundlagen basiert. Sie arbeitet mit wahren Meinungen, die ihrerseits durch evident wahre Meinungen begründet sind. Deren Voraussetzung liegt aber außerhalb des Bereichs dieser Meinungen und wird daher nicht in den Blick genommen. Zu ihr kann lediglich die qualitativ höherrangige Vernunfterkenntnis aufsteigen.
Jede Erkenntnis, jedes Lernen vollzieht sich nach Platons Ansicht als Wiedererinnerung (Anamnesis, ἀνάμνησις) an Ideen, welche die Seele vor ihrem Eintritt in den Körper an einem „überhimmlischen“ Ort geschaut hat und an die sie sich daher im Prozess der Erkenntnis erinnert. Erkenntnis und Wissen verweisen daher auf das Reich der Ideen. Was der Mensch durch die Einkörperung vergessen hat, kann er mit Hilfe von Sinneswahrnehmungen und Gesprächen und durch die Anleitung eines Lehrers wiedererlangen. So führt Sokrates im Menon einen mathematisch nicht vorgebildeten Sklaven gezielt zur Lösung eines geometrischen Problems, um zu zeigen, dass die Einsicht auf vorgeburtliche Kenntnisse zurückgreift. Zu diesen richtigen Vorstellungen von dem, was er nicht weiß, findet der Nichtwissende Zugang, wenn er entsprechend angeregt wird, denn sie sind auf traumhafte Weise in ihm präsent.

#### Die Dialektik als Methode der Erkenntnisgewinnung
Der Begriff Dialektik ist adjektivisch und als Substantiv erstmals bei Platon nachweisbar, entgegen seiner sonstigen Zurückhaltung bei der Einführung und systematischen Verwendung von Fachbegriffen. Der griechische Ausdruck hē dialektikē [téchnē] (ἡ διαλεκτική [τέχνη]) leitet sich vom Verb „sprechen, sich unterhalten“ (διαλέγεσθαι dialégesthai) ab und bedeutet daher im engeren Sinne „(die Kunst der) Gesprächsführung“. Wahrscheinlich führte Platon diesen Ausdruck ein, um die dialogische Methode, die der platonische Sokrates vor allem in den frühen Dialogen anwendet, begrifflich abzugrenzen. Der durch die sokratische Dialektik erreichbare Erkenntnisgewinn besteht zunächst darin, dass untaugliche Definitionen als unzulänglich entlarvt werden. Der Dialektiker zeichnet sich durch die Fähigkeit aus, das Wesen der zu definierenden Gegenstände abgrenzend zu bestimmen und dabei Gegenargumente erfolgreich zu entkräften.
Von dieser Entlarvung des Scheinwissens ausgehend gelangt Platon in den mittleren Dialogen zu einer Dialektik, die sich als diskursive Methode mit der Erkenntnis an sich befasst. Mit der Unzulänglichkeit sowohl der sinnlichen Wahrnehmung als auch einer wahren Meinung begründet er die Notwendigkeit einer Dialektik, die allein auf reinem Denken basiert. Diese stellt er der Mathematik entgegen, die auf Axiome angewiesen sei und als Geometrie gezeichneter Figuren bedürfe. Die Auffassung der Mathematiker von ihrem Gegenstand vergleicht Platon mit Träumen, weil sie gerade und ungerade Zahlen, Winkelarten und sinnlich wahrnehmbare Konstruktionen benützen, die sie jedoch als Hilfsannahmen für Axiome und Idealfiguren betrachten, welche sie nur im Denken finden. Über ihre Axiome meinen sie weder sich selbst noch anderen Rechenschaft zu schulden, als seien diese Annahmen für jeden evident. Mit Hilfe der Dialektik hingegen soll vorbedingungsfreies und somit echtes Wissen erlangt werden, das nicht auf derartigen ungeprüften Voraussetzungen fußt. Der Dialektiker muss daher alle unhinterfragten Vorannahmen vermeiden. Er befasst sich mit Hypothesen, die er offen als solche bezeichnet und überprüft. Damit gelangt er zu begründeten Annahmen, die Platon als „Stufen und Ansätze“ auffasst, die zum „Voraussetzungslosen, zum Anfang von Allem“ (ἀρχή ἀνυπόθετος archḗ anhypóthetos), nämlich der „Idee des Guten“ führen. Von dort schreitet der dialektisch denkende Philosoph darauf wieder zu den von dieser Idee abhängigen niederen Ideen. So durchmisst er, ohne sich der Sinneswahrnehmung zu bedienen, seinen Erkenntnisweg und gelangt dabei bis zum wahren Anfang und obersten Prinzip, das nicht auf eine übergeordnete Ursache zurückführbar ist.
Der Dialektik weist Platon in der Politeia, dem Dialog über den idealen Staat, eine zentrale Rolle für die Ausbildung der philosophischen Herrscher zu. Nach verschiedenen Disziplinen wie Arithmetik, Geometrie, Astronomie und Harmonik bildet sie den Abschluss ihres Bildungsganges, dessen Ziel der Aufstieg zur Idee des Guten als dem größten Lehrgegenstand ist.

#### Definitionsfindung
Man kann innerhalb der platonischen Dialektik drei wesentliche Methoden unterscheiden, die zu Erkenntnis führen: erstens die nach Sokrates benannte Methode der sokratischen Widerlegung in den frühen Dialogen, die zur Einsicht in das eigene Nichtwissen führt, zweitens die Methode der hypothesis in den mittleren Dialogen, die aufgestellte Hypothesen prüft, und drittens die Methode der Dihairesis in den späten Dialogen. In den frühen Dialogen, in denen Sokrates der Hauptakteur ist, wird meistens die Definition eines Begriffs gesucht, mit der das Wesen des Bezeichneten eindeutig und vollständig erfasst werden soll (beispielsweise Was ist das Fromme?). Die Methode der Dihairesis ist in den späten Dialogen ein Mittel, ähnliche Definitionsfragen zu beantworten. Mit ihr gelangt man von der Frage Was ist die Angelfischerei? zur Definition Die Angelfischerei ist die Kunst einer verwundenden Jagd auf Fische mit einem Haken bei Tage zum Zweck des Erwerbs.

#### Eros und Ästhetik auf dem Erkenntnisweg

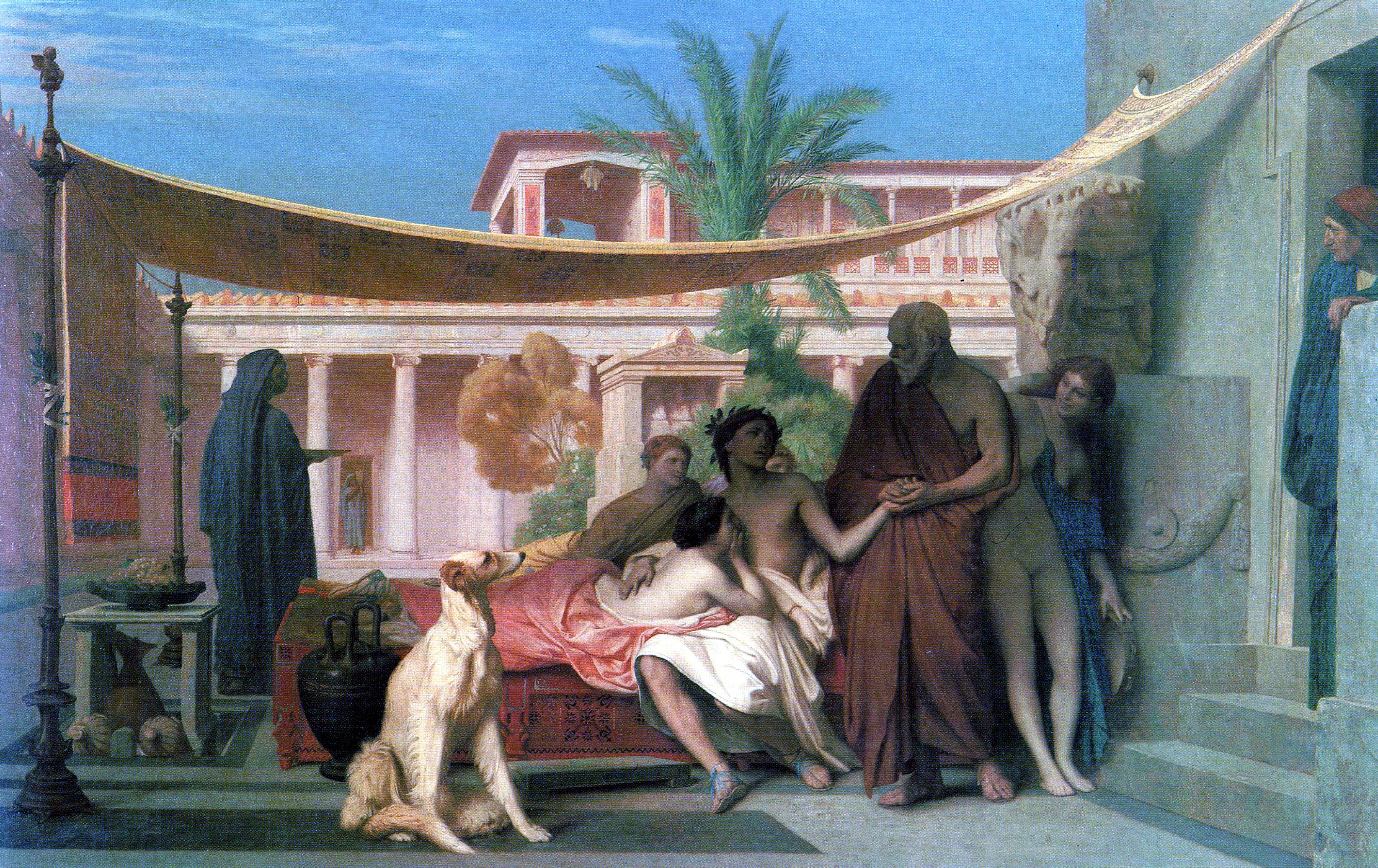
Sokrates sucht Alkibiades bei Aspasia auf, Gemälde von Jean-Léon Gérôme, 19. Jahrhundert

In Platons Symposion („Gastmahl“) beschreiben und preisen mehrere Redner Eros, den Daimon (Geist) der auf „das Schöne“ gerichteten Liebe. So betont Phaidros die ethische Dimension des Schönen. Er weist darauf hin, dass die Liebe beim Verliebten das Streben nach einem tugendhaften Leben fördert, da niemand in den Augen seines Geliebten ethisch hässlich erscheinen will, sondern die Liebenden um ihrer Geliebten willen schöne Taten vollbringen. Platon verwendet den Begriff des Schönen nicht nur im engeren Sinne für ästhetisch ansprechende Formen, Farben oder Melodien. Vielmehr bezeichnet er als „schön“ auch Erfreuliches, Bewundernswertes und Entzückendes im menschlichen Charakter und Verhalten, in Staat und Gesellschaft und darüber hinaus rein geistige Objekte philosophischen Bemühens. All dies ist für ihn eigentlich gleichartig, insoweit es Empfindungen derselben Art auslöst, und fällt daher in dieser Hinsicht unter den gemeinsamen Begriff des Schönen. Allerdings ist nicht alles, was gefällt, schön; es gibt auch eine scheinbare Schönheit, die nur flüchtige Annehmlichkeit erzeugt.
Teils widerlegt der platonische Sokrates im Symposion seine Vorredner, teils überhöht er ihre Aussagen. Das Wirken des Eros lässt er weit über den Bereich zwischenmenschlicher Leidenschaft hinausreichen, denn Liebe ist für Platon die Triebfeder des menschlichen Strebens nach dem Schönen und Guten. Diese beiden Bereiche sind eng miteinander verknüpfte Aspekte derselben Wirklichkeit, deren höchste Ausformung geistige, ethische und körperliche Vollkommenheit ist (Kalokagathia). Als höchstes Ziel menschlichen Strebens fällt das Schöne mit dem Guten zusammen, es ist das Gute unter dem Aspekt von dessen ästhetischer Anziehungskraft. Als Sohn der Penia, der Personifikation der Armut, und des Poros (Fülle) treibt Eros den Menschen an, sich in der Erkenntnis des Guten zu vollenden und dadurch glückselig zu werden. Ziel der Liebe ist „Erzeugung und Geburt im Schönen“.
Eine äußere Bedingung für die Betätigung des Eros ist die Gegenwart des Schönen (τὸ καλόν to kalón). Außerdem muss die Seele, um für Schönheit empfänglich zu sein, bestimmte Voraussetzungen mitbringen. Begegnet ein Mensch dem Schönen in einer Form, in der es in der Sinneswelt vorkommt, so erinnert sich die Seele an das wahre Schöne, das sie vor der Geburt geschaut hat und von dem sie seit dem Beginn ihres irdischen Daseins getrennt ist. Wenn dies geschieht, beflügelt die Wirkung des Schönen die Seele und erlaubt ihr, sich stufenweise zum übersinnlich Schönen, der Idee des Schönen, zu erheben. Zugleich nimmt sie den „Ausfluss der Schönheit“ in sich auf und erschaudert angesichts dessen.
So richtet sich Eros aufsteigend zunächst auf die anwesende schöne Gestalt, dann allgemein auf alle schönen Körper, dann auf die schöne Seele, das Schöne in der Gemeinschaft und der Wissenschaft, schließlich auf die Idee des Schönen. Auf diesem Weg stellt das Fortpflanzungsstreben, das von der Schönheit eines Körpers angeregt wird, die niedrigste Stufe dar. Ihm übergeordnet ist der aus dem Eros entspringende Wunsch, moralische und politische Tugenden zu erwerben, die zur Schönheit der Seele beitragen. Zu ihrer Vollendung gelangt die Erkenntnis des Schönen erst in der Schau der Idee des Schönen, nachdem der Betrachtende sich von aller Bindung an sinnliche Wahrnehmung befreit hat.
Zugleich fasst Platon Eros als maßgebliche Triebkraft des philosophischen Erkenntnisstrebens auf, denn die Liebe des Philosophierenden gilt der Weisheit, die zum Schönsten gehört. Der Eros begeistert den Philosophierenden für die Erkenntnis des wahrhaft Erstrebenswerten und veranlasst ihn damit zu der geistigen Betätigung, die sich in der Schau der Ideen vollendet. Der Weisheitsliebende (φιλόσοφος philósophos) strebt nach Erkenntnis, weil er das, wonach er liebend sucht, noch nicht besitzt, das heißt noch nicht weise ist. Wer hingegen entweder bereits wie die Götter weise ist oder den Wert der Weisheit nicht erkannt hat, philosophiert nicht.

### Ethik

#### Gerechtigkeit als Grundtugend
In mehreren Dialogen ist die Frage nach dem Wesen der Gerechtigkeit (δικαιοσύνη dikaiosýnē) ein zentrales Thema. In der Politeia definiert Platon Gerechtigkeit als die Bereitschaft eines Staatsbürgers, sich nur den Aufgaben zu widmen, für die er von Natur aus geeignet ist und die daher seinen Beruf ausmachen und seinem festgelegten Stand entsprechen, und sich nicht in andere Belange einzumischen. Ungerechtigkeit entsteht somit dann, wenn die Grenzen der staatlich vorgegebenen Zuständigkeitsbereiche missachtet werden. Analog dazu herrscht Gerechtigkeit innerhalb eines Individuums dann, wenn seine Seelenteile (das Begehrende, das Muthafte und das Vernünftige) im richtigen Verhältnis zueinander stehen.
Der platonische Sokrates verwirft in der Politeia mehrere andere Bestimmungen des Gerechten, darunter die traditionellen, von den Sophisten aufgegriffenen Gerechtigkeitstheorien, wonach es gerecht ist, „Freunden Gutes zu tun und Feinden Böses“ oder „jedem das ihm Gebührende zukommen zu lassen“. Gegen die erstgenannte Ansicht wendet Sokrates ein, dass es keinesfalls gerecht sein könne, jemandem zu schaden, vielmehr sei solches Verhalten stets ungerecht. Den sophistischen Gesprächspartner Thrasymachos lässt Platon Gerechtigkeit als ein Mittel der Machthaber und allgemein als das den Überlegenen Zuträgliche charakterisieren. Durch die Gesetzgebung der Starken werde in jedem Staat festgelegt, was gerecht ist. Ein anderer im Dialog auftretender Sophist fasst Gerechtigkeit als gesellschaftliche Konvention auf, durch welche die Bürger auf die Chance, Unrecht zu tun, notgedrungen verzichten, um sich gegen die Gefahr abzusichern, selbst zum Opfer von Unrecht zu werden.
Diese sophistischen Definitionen sind aus Platons Sicht untauglich, da sie Gerechtigkeit als Verpflichtung und Verhalten gegenüber anderen, nicht als Qualität der Seele erklären. Im Gegensatz zu Aristoteles, der betont, dass die Tugend der Gerechtigkeit nur auf andere bezogen verwirklicht werden könne, hält Platon Gerechtigkeit für einen inneren Zustand des Individuums, nicht für eine Absichtshaltung oder ein Verhalten gegenüber anderen. Gerechtigkeit ist damit eine Funktion der Seele.
So wie ein Mensch groß oder klein ist, weil er an der Idee der Größe bzw. der Kleinheit in einem bestimmten Maß Anteil hat, ist in der platonischen Vorstellung ein Mensch gerecht aufgrund seiner Teilhabe an der Idee der Gerechtigkeit. Die Menschen meinen, dass jeder an dieser Idee teilhat, um einer Gemeinschaft angehören zu können, denn in der Gemeinschaft muss jeder zumindest behaupten, gerecht zu sein. Gerechtigkeit führt für Platon zur Eudaimonie („Glückseligkeit“); das Leben eines Übeltäters hingegen ist notwendigerweise elend. Somit gehört Gerechtigkeit „zu dem Schönsten, nämlich zu dem, was sowohl um seiner selbst willen wie wegen der daraus entspringenden Folgen von jedem geliebt werden muss, der glücklich werden will“. Zugleich ist Gerechtigkeit eine „Bestform“ der Seele, die höchste Tugend (ἀρετή aretḗ), welche die drei anderen, den drei Seelenteilen zugeordneten Grundtugenden Besonnenheit, Tapferkeit und Weisheit in sich vereint und ordnet. Im Dialog Kriton überliefert Platon, Sokrates habe im Gefängnis nach seiner Verurteilung zum Tode eine mögliche Flucht abgelehnt mit der Begründung, dass ein Gesetzesbruch ungerecht wäre.

#### Das Gute
Über die Frage nach dem Wesen einzelner Tugenden und dem Tugendhaften an sich weist Platon hinaus, indem er die Idee des Guten einführt, die alle Tugenden umfasst und ihnen somit übergeordnet ist. Zwar berührt Platon das Thema des Guten in zahlreichen seiner Dialoge, doch entfaltet er seine Gedanken über die Idee des Guten, also das Gute an und für sich, lediglich an einer Stelle der Politeia. Dort stellt er das Gute als eine Idee dar, welche die anderen Ideen an Würde und an Kraft überragt und nicht wie diese zum wahrhaft Seienden gehört, sondern sich jenseits des Seins befindet. Die Ideen sind untereinander durch Teilhabe verbunden, weil sie auf die Idee des Guten als oberstes Prinzip zurückgeführt werden können. Das nur knapp dargestellte Konzept der Idee des Guten ist Gegenstand zahlreicher Interpretationen. Die meisten Gelehrten meinen, dass die Idee des Guten für Platon den Bereich des Seins transzendiert. Diese Auffassung ist allerdings nicht unumstritten.
Einer Bestimmung der Idee des Guten nähert sich Platons Sokrates in der Politeia in drei Gleichnissen an (Sonnen-, Linien- und Höhlengleichnis). Im Sonnengleichnis vergleicht er das Gute mit der Sonne als seinem „Sprössling“. So wie das Sonnenlicht es ermöglicht, dass Dinge wahrgenommen werden, wogegen im Dunkeln die Sehkraft eingeschränkt ist, so lassen sich erst im Lichte der Idee des Guten andere Ideen erkennen. Die Idee des Guten verleiht den Dingen ihre Erkennbarkeit, dem Erkennenden seine Erkenntnisfähigkeit, allem Seienden sein Sein und allem – auch der Gerechtigkeit – seinen Nutzen, da sie selbst Ziel und Sinn von allem ist. Daher ist ihre Erkenntnis das höchste Ziel des Philosophen und in der Politeia Voraussetzung dafür, Philosophenherrscher zu werden. Wer einmal die Einsicht in das Gute gewonnen hat, kann nicht mehr wider dieses bessere Wissen handeln; das Problem der Akrasia (Willensschwäche, mangelnde Selbstbeherrschung) besteht für ihn nicht. Das Gute wird damit zu einem absoluten Orientierungspunkt für das praktische Handeln.

#### Eudaimonie und Lust
Platon unterscheidet scharf zwischen der Eudaimonie – dem einer gelungenen Lebensführung entsprechenden erfreulichen, ausgeglichenen Gemütszustand – und der körperlichen und seelischen Lust (hēdonḗ). Der Ausdruck Eudaimonie wird im Deutschen gewöhnlich ungenau mit „Glück“ oder „Glückseligkeit“ übersetzt. Platon hält die Eudaimonie für unbedingt erstrebenswert; die Lust lehnt er zwar nicht ab, doch stuft er legitime seelische Lust als niedriges Gut ein, und den Lustempfindungen, die aus der Befriedigung leiblicher Bedürfnisse resultieren, billigt er keinen Wert zu. Wenn die Vernunft innerhalb der Seele die Leitung innehat, was bei einer philosophischen Lebensführung der Fall ist, kann Lust auf unbedenkliche Weise erlebt werden.

#### Angleichung an die Gottheit
Das Wesen der philosophischen Lebensweise bestimmt Platon als Angleichung oder „Anähnlichung“ an die Gottheit, „soweit dies möglich ist“ (homoíōsis theṓ katá to dynatón). Die Voraussetzung dafür ist die von Natur aus bestehende Verwandtschaft der unsterblichen Seele mit dem Göttlichen. Die Gottheit, in der alles Erstrebenswerte auf optimale Weise vereint ist, bietet das Vorbild, das der philosophisch Lebende nachahmt, indem er nach einem möglichst vollkommenen Besitz der göttlichen Merkmale Tugend und Wissen trachtet. Jeder Mensch ahmt das nach, womit er sich gern und beständig beschäftigt, und nimmt dadurch dessen gute oder schlechte Beschaffenheit an. Da das unveränderliche Sein des Ideenkosmos von göttlicher Qualität ist, wird der Betrachter, der sich ihm nachahmend zuwendet, selbst vergöttlicht. Das geistige Erfassen der Ideen und das von solcher Erkenntnis gelenkte Handeln führen den Menschen zur Gottähnlichkeit, soweit die Bedingungen des Lebens in der Sinnenwelt dies zulassen. Diesem Ziel nähert sich der Philosoph vor allem durch seine zunehmende Vertrautheit mit den Ideen der Gerechtigkeit und der Maßhaftigkeit, in denen das Göttliche in erster Linie hervortritt. Ein stets wachsendes Verständnis der kosmischen Ordnung, die auf diesen Ideen beruht, ist der Weg der Angleichung, auf dem der Wahrnehmende und Erkennende eine analoge Ordnung in seine eigene Seele bringt. Überdies bewegt ihn die Angleichung an die Gottheit dazu, für den guten Zustand der Sinnenwelt Verantwortung zu übernehmen.

### Staatsphilosophie

#### Politeia, der Idealstaat der Philosophenherrscher
Die Frage nach der Gerechtigkeit ist der Ausgangspunkt der Politeia (Der Staat), welche in der Tetralogienordnung daher den Untertitel Über das Gerechte (περὶ δικαίου perì dikaíou) erhielt. Der platonische Sokrates setzt darin der attischen Demokratie einen utopischen, vom Gerechtigkeitsprinzip geleiteten Idealstaat entgegen. Mit dieser Übertragung auf die Ebene des Staates soll die ursprünglich auf das Individuum bezogene Frage nach dem Wesen der Gerechtigkeit eine umfassendere Antwort finden. Der ideale Staat hat den Zweck, die Idee des Guten auf der physischen Ebene zu verwirklichen; mit der Umsetzung der Gerechtigkeit soll eine Voraussetzung für das gute Leben jedes Bürgers geschaffen werden. So wie im Kosmos und in der Seele soll auch im Idealstaat eine harmonische Ganzheit verwirklicht werden. Zwischen dem Individuum und dem Staat besteht für Platon eine Analogie, denn so wie sich Gerechtigkeit im Einzelnen als bestimmter innerer Ordnungszustand entfaltet, so macht eine bestimmte Ordnung der Polis diese zu einem gerechten Gemeinwesen. Daher hat jeder Stand und jeder Bürger die Aufgabe, zum gemeinsamen Wohl beizutragen, indem er sich auf angemessene Weise harmonisch in das Ganze einfügt und ihm dient.
Platon zeichnet in der Politeia den Werdegang eines Staates hin zu seinem Idealmodell. Ein auf die menschlichen Grundbedürfnisse ausgerichteter erster, primitiver Staat, als „Schweinepolis“ bezeichnet (ὑῶν πόλις hyṓn pólis), bildet sich, da niemand für sich autark sein kann. Bei fortschreitender Entwicklung gilt der Grundsatz der Arbeitsteilung aufgrund unterschiedlicher Voraussetzungen und Begabungen der Bürger. Der Staat besteht jedoch um eines höheren Ziels willen, nämlich der Gerechtigkeit, die sich in der gerechten Verteilung der Aufgaben auf die Stände zeigt. Jeder soll im Staatsgefüge eine seinen Fähigkeiten entsprechende Tätigkeit ausüben. Daher kann bereits ein einfacher Staat der Forderung nach einer gerechten Struktur nachkommen, indem er durch das Prinzip gegenseitiger Hilfe die Erfüllung grundlegender Bedürfnisse ermöglicht. Aus dem primitiven Staat entwickelt sich stufenweise ein „üppiger“ und „angeschwollener“ Staat (τρυφῶσα/φλεγμαίνουσα πόλις tryphṓsa/phlegmaínusa pólis), in dem sich ein kulturelles Leben herausbildet und Luxusgüter zur Verfügung stehen.
| Stand                 | Seelenteil      | Tugend       |
| --------------------- | --------------- | ------------ |
| Philosophenherrscher  | das Vernünftige | Weisheit     |
| Wächter               | das Muthafte    | Tapferkeit   |
| Handwerker und Bauern | das Begehrende  | Besonnenheit |

Ein derart „angeschwollener“ Stadtstaat ist jedoch von verhängnisvollen Entwicklungen wie Machtkämpfen, Kriegen und aufkommenden Zivilisationsschäden bedroht. Als Alternative dazu entwirft Platon die Utopie eines „gesäuberten“ Idealstaates. Dessen Bürgerschaft gliedert er in den Handwerker- und Bauernstand (δημιουργοί dēmiurgoí), den Stand der Wächter (φύλακες phýlakes) und den der Philosophenherrscher (ἄρχοντες árchontes). Zur Erfüllung seiner standesspezifischen Aufgaben benötigt jeder Bürger eine der Kardinaltugenden Besonnenheit (σωφροσύνη sōphrosýnē), Tapferkeit (ἀνδρεία andreía) und Weisheit (σοφία sophía). Damit sind die drei Tugenden ebenso wie den drei Seelenteilen (dem Begehrenden, dem Muthaften und dem Vernünftigen) auch den drei Teilen der Bürgerschaft zugeordnet. Gerechtigkeit ergibt sich daraus, dass jeder im Auftrag der Gemeinschaft das tut, was seinem Wesen und seinen Begabungen entspricht (τὰ ἑαυτοῦ πράττειν tà heautû práttein; Idiopragie-Forderung).
Mit der Begründung, das Schicksal habe den Menschen vor ihrer Geburt unterschiedliche Fähigkeiten zugeteilt, sieht Platon für die Einordnung der Bürger in die drei Stände ein Aussiebungsverfahren vor. Die Standeszugehörigkeit ist im platonischen Staat nicht erblich, sondern wird gemäß der persönlichen Leistung im Bildungsprozess zugewiesen. Zu diesem Zweck wird das neugeborene Kind den Eltern entzogen und Erziehern anvertraut, wobei zwischen Jungen und Mädchen kein Unterschied gemacht werden soll. Dadurch soll eine große Gemeinschaft entstehen, in der die Kinder keine Bindungen zu ihren leiblichen Verwandten entwickeln. Der Staat plant und lenkt die Fortpflanzung, schreibt sie vor oder untersagt sie, sowohl zum Zweck der Eugenik als auch um die Bevölkerungszahl konstant zu halten. Die Erziehung der Nachkommenschaft obliegt ausschließlich staatlichen Behörden; behinderte und aus unerwünschten Verbindungen hervorgehende Neugeborene sollen wie in Sparta nicht aufgezogen, sondern „verborgen“, das heißt ausgesetzt werden. Bei der Aussetzung oder Tötung von Säuglingen mit angeborenen Defekten handelt es sich um eine in der Antike verbreitete Sitte.
Besonderen Wert legt Platon auf körperliche Ertüchtigung und musische Ausbildung. Wer wegen unzureichender Leistungsfähigkeit frühzeitig aus dem Bildungssystem ausscheidet, wird Bauer oder Handwerker. Für diesen Stand bleiben Privateigentum und Familie bestehen. Eine strenge Zensur verbietet unter anderem die als verderblich betrachtete Lektüre von Homer sowie manche traditionelle Mythen. Insbesondere jene Stellen in Epen, Tragödien sowie Komödien sind zu tilgen, welche Furcht vor dem Tod einflößen, zu Übermut anregen oder gegen sittliche Vorstellungen verstoßen. Durch Begabung wird der Aufstieg in die beiden oberen Stände möglich. In diesen ist eine Güter- und Familiengemeinschaft vorgeschrieben; daher wird in der Moderne vom „platonischen Kommunismus“ gesprochen.
Die Ausbildung der Wächter zielt auf ihre besonderen Aufgaben: als Krieger sind sie für die Landesverteidigung zuständig, außerdem fungieren sie im Inneren als Exekutivorgan. Nur die Tüchtigsten werden in den Stand der Herrscher eingereiht. Zur Regierung des Staates gelangen sie, nachdem sie in Musik und Gymnastik, dann in der Mathematik und anderen Wissenschaften, schließlich in der Dialektik Unterweisung erhalten haben sowie zur „Schau der Ideen“ und des Guten selbst gelangt sind und verschiedene Ämter bekleidet haben. Von den Herrschenden fordert Platon Liebe zur Weisheit. Sie sollen die Philosophenherrschaft umsetzen, die im platonischen Staat die Voraussetzung für ein vollendetes Gemeinwesen darstellt: „Solange in den Staaten nicht entweder die Philosophen Könige werden oder die, welche jetzt Könige und Herrscher heißen, echte und gründliche Philosophen werden, solange nicht die Macht im Staate und die Philosophie verschmolzen sind, solange nicht den derzeitigen Charakteren, die sich meist einem von beiden ausschließlich zuwenden, der Zugang mit Gewalt verschlossen wird, solange gibt es, mein lieber Glaukon, keine Erlösung vom Übel für die Staaten, ich glaube aber auch nicht für die Menschheit, noch auch wird diese Verfassung, wie wir sie eben dargestellt haben, vorher zur Möglichkeit werden und das Sonnenlicht erblicken.“
Für die griechische Gesellschaft seiner Zeit ungewöhnlich war Platons Meinung, dass die Rolle der Frauen nicht auf geschlechtsspezifische Tätigkeiten zu beschränken war, sondern Frauen soweit irgend möglich dieselben Aufgaben übernehmen sollten wie Männer. Sie sollten sogar, soweit es ihre naturgegebenen Fähigkeiten erlaubten, als Wächterinnen ausgebildet werden und als solche mit den Männern in den Krieg ziehen.

#### Nomoi, der zweitbeste Staat
In seinem Alterswerk Nomoi (Die Gesetze) wandelt Platon sein erstes Staatskonzept, das er nun als allzu utopisch betrachtet, stark ab und entwirft ein realistischeres Modell. Dabei gibt er insbesondere die Gütergemeinschaft auf, obwohl er den auf Kollektiveigentum der Führungsschicht ausgerichteten Staat weiterhin für den bestmöglichen hält. An den Zielen der Politeia soll sich der „zweitbeste“ Staat orientieren, dabei aber die im älteren Konzept sehr hohen Anforderungen an die Bürger reduzieren. In den Nomoi gibt es keine Philosophenherrschaft, vielmehr räumt Platon allen Staatsbürgern die Möglichkeit zur Mitbestimmung ein, da unbeschränkte Macht jeden korrumpiere. Damit diese Versuchung nicht überhandnimmt, müssen die Gesetze im Staat herrschen und ihn stützen. Neben sehr detaillierten Ausführungen zu Erziehung, Gymnastik und der richtigen Lebensform finden sich in den Nomoi daher auch konkrete Erläuterungen der nötigen Gesetzgebung.

### Kunstverständnis
Als Verfasser von Prosa und gelegentlich auch Dichtung war Platon ein hochbegabter Künstler, als gebildeter Ästhet dem Schönen zugewandt. Unter philosophischem Gesichtspunkt war jedoch sein Verhältnis zur Kunst – sowohl zur bildenden als auch zur darstellenden Kunst, zur Musik und Literatur – zwiespältig, großenteils sogar ablehnend. Seine Kritik an der Kunst, die er im Zusammenhang mit seiner Staatsphilosophie entwickelte, erregte seit der Antike Aufsehen. Wegen der außerordentlich starken Wirkung der Kunst auf empfindsame Gemüter vertrat er in der Politeia die Überzeugung, der Staat müsse die Kunst reglementieren, um verhängnisvollen Auswirkungen schädlicher Kunstformen auf die Gemeinschaft vorzubeugen. Daher ließ er in seinem Idealstaat nur bestimmte Tonarten und Musikinstrumente zu. Dichter, die unerwünschte Werke schufen, wollte er dort nicht dulden. Nur Traditionelles, Bewährtes und Einfaches fand seine Zustimmung; von Neuerungen wollte er nichts wissen, da sie den einmal erreichten harmonischen, stabilen Idealzustand der Gesellschaft beeinträchtigen könnten.
Die Schönheit geometrischer Formen zog Platon derjenigen von Lebewesen oder Kunstwerken vor, da diese nur relativ schön seien, während bestimmten regelmäßigen geometrischen Figuren eine absolute Schönheit zukomme. Ordnung, Maß (Angemessenheit) und harmonische Proportionen (συμμετρία symmetría) waren für ihn entscheidende Kriterien für Schönheit, da sie den Dingen Einheit verliehen; aus willkürlicher Abweichung von dieser Norm und Maßlosigkeit musste Hässlichkeit resultieren.
Platons Missbilligung der bildenden Künste beruhte auf seiner Überzeugung, dass in der hierarchischen Seinsordnung stets das relativ Niedere lediglich ein Abbild des relativ Höheren und als solches im Vergleich mit diesem in bestimmtem Maß unvollkommener sei. Somit konnte wahres menschliches Verbesserungsstreben nur eine Abwendung von Abbildern und Hinwendung zu Urbildern bedeuten. Da jedoch sowohl Malerei als auch Plastik für Platon nichts als Nachahmungen der Natur waren (Mimesis-Konzept) und die Natur ihrerseits ein Abbild der Ideenwelt war, sah er in der Beschäftigung mit solchen Künsten nur einen Weg vom Urbild zum Abbild und damit einen Abstieg und eine Verirrung. Solche Kunstwerke waren aus seiner Sicht bestenfalls getreue Kopien und damit unnötige Verdoppelungen von Originalen, welche sie niemals übertreffen konnten. Außerdem sah Platon in solchem Kunstschaffen eine Spielerei und einen Zeitvertreib, eine Ablenkung von wichtigen Aufgaben. Besonders scharf verurteilte er Werke der bildenden Kunst, mit denen der Künstler nicht einmal möglichst getreue Nachahmung von Naturdingen anstrebt, sondern Illusionen erzeugen oder Subjektives ausdrücken will. Dies verurteilte er als schuldhafte Irreführung. Unter Ästhetik verstand er eine objektive Gegebenheit, in der es kein subjektives Element geben dürfe. Sein abwertendes Urteil betraf nicht die Architektur, die er nicht zu den nachahmenden (mimetischen), sondern zu den „erschaffenden“ (poietischen) Künsten zählte, welche wirkliche Dinge hervorbringen, statt sie nur abzubilden.
Seine Kritik an bestimmten Musikformen und an der Dichtung setzte hauptsächlich an einem anderen Punkt an, nämlich an der demoralisierenden Wirkung, die er ihnen zuschrieb. Mit diesem Argument wandte er sich gegen die lydische Tonart, gegen Flötenmusik und gegen Dichtungen wie diejenigen Homers und Hesiods. Er ging davon aus, dass schlechte Musik niedere Affekte verstärke, die Herrschaft der Vernunft über das Gefühlsleben bedrohe und so den Charakter verderbe, während schlechte Dichtung Lügen verbreite. Andere Tonarten, religiöse Hymnendichtung und Lobgedichte auf gute Menschen hingegen bewertete er positiv und schrieb ihnen einen günstigen Einfluss auf die Charakterbildung zu. Was er in der Dichtung für gut befand, das hielt er nicht für eigene Leistungen der Dichter, sondern er führte es auf göttliche Inspiration zurück. Zur Beschreibung der bei solchem Schaffen entstehenden Begeisterung verwendete er den ambivalenten, hier positiv gemeinten Begriff Raserei (μανία manía); im inspirierten Dichter sah er einen Mittler zwischen Göttern und Menschen. Bei den dichterischen Formen unterschied er nach dem Ausmaß des mimetischen Anteils in ihnen. Das Drama als szenisch darstellende und daher rein mimetische Form und unmittelbare Wiedergabe verwarf er gänzlich, zumal darin auch charakterlich fragwürdige oder schlechte Personen auftreten, deren Nachahmung durch Schauspieler er für charakterschädigend hielt. Die erzählenden und nur mittelbar wiedergebenden Dichtungsformen mit geringem Mimesis-Anteil (Dithyrambos, Epos) hielt er für akzeptabel, sofern die Inhalte moralisch nicht zu beanstanden waren.

### Naturphilosophie

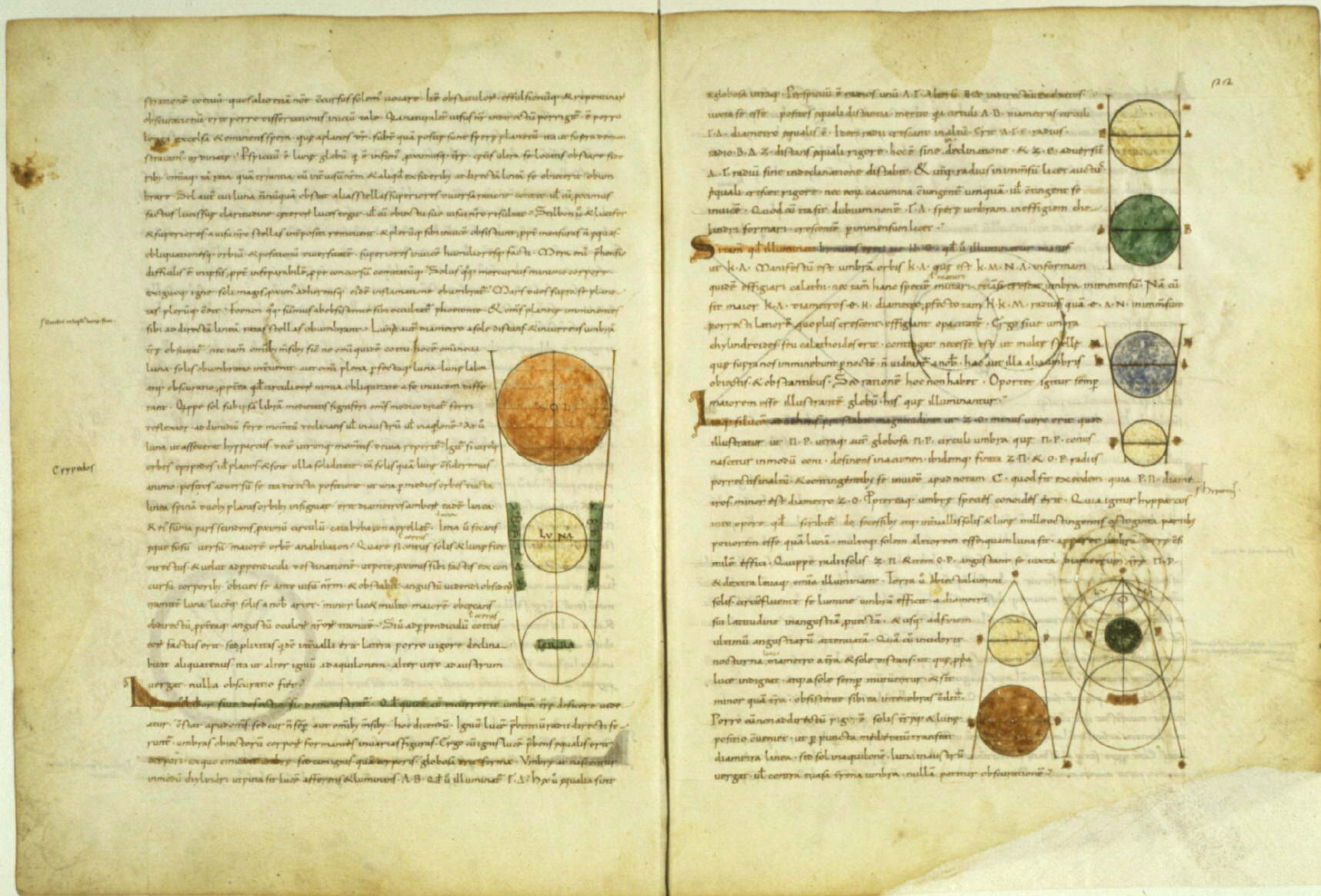
Mittelalterliche Handschrift der lateinischen Timaios-Übersetzung des Calcidius

Im Phaidon berichtet der platonische Sokrates anschaulich, wie er in seiner Jugend gehofft habe, in der Naturkunde die Ursache aller Dinge zu finden, und wie er dabei enttäuscht worden sei. Selbst der Naturphilosoph Anaxagoras habe sich nur mit dem sinnlich Wahrnehmbaren beschäftigt und sei die Antwort auf das eigentliche „Warum“ schuldig geblieben. Hier wird Platons Distanz zur Naturwissenschaft deutlich; sein wahres Interesse gilt dem Geistigen und – zwecks Hinführung zu diesem – der Mathematik. Der Gegenstand der Naturwissenschaft hingegen ist die empirische Welt der Erscheinungen (φύσις phýsis „Natur“), also aus Platons Sicht ein bloßes Abbild der reinen Ideen, dem er nur ein defizitäres Sein zubilligt.
Dem Timaios zufolge hat der mythische Demiurg (Schöpfer, wörtlich „Handwerksmeister“, „Fachmann“) die dingliche Welt aus der Ur-Materie gestaltet. Diese Aussage ist nach der Überzeugung antiker Platoniker und auch nach dem heute in der Forschung vorherrschenden Verständnis nicht wörtlich im Sinne einer Weltentstehung in der Zeit, sondern metaphorisch zu verstehen; die Schöpfung ist kein einmaliges Ereignis, sondern ein beständiger Prozess. Der Zustand der Welt ergibt sich aus dem Zusammentreffen zweier gegensätzlicher Faktoren, nämlich der vernünftigen Einwirkung des Demiurgen, der sich an der Ideenwelt orientiert und das Bestmögliche erreichen will, und dem chaotischen, regellosen Charakter der Ur-Materie, welcher der erschaffenden und ordnenden Tätigkeit des Demiurgen Widerstand entgegensetzt. Die Materie ist nicht vom Demiurgen geschaffen, sondern bildet eine eigenständige Grundlage für sein Wirken. Er ist kein allmächtiger Schöpfergott, sondern gleichsam ein göttlicher Baumeister, der auf vorhandenes mangelhaftes Material angewiesen ist, aus dem er im Rahmen des Möglichen etwas herstellt. Daher vergleicht Platon die Ur-Materie (χώρα chóra) mit Rohmaterial, wie es Handwerkern zur Verfügung steht (ὕλη hýlē). Sie ist ihrer eigenen ursprünglichen Natur nach amorph, aber form- und gestaltbar.
Die Ur-Materie weist eine räumliche Qualität auf, was aber nicht im Sinne eines leeren Raums zu verstehen ist; eher kann man sie als ein Feld betrachten, das nach Platons Angaben bereits Spuren der (empedokleischen) Elemente aufweist. Sie ist der gebärfreudige „Schoß des Werdens“, aus dem die Körper entstehen, das rein Empfangende, das – selbst formlos – alle Formen aufnimmt. Feuer, Luft, Wasser und Erde sind die vier Grundformen der vom Demiurgen gestalteten Materie, die sich mit Ausnahme der Erde ineinander umwandeln können. Diese vier Elemente bestehen aus vier Arten von regelmäßigen Polyedern, die sich ihrerseits aus zwei Arten von kleinen rechtwinklig-gleichschenkligen Dreiecken – einer Art geometrischer Atome – zusammensetzen. Die Elementardreiecke sind als einfachste geometrische Figuren die Grundbausteine, aus deren unterschiedlichen Kombinationen sich die Vielfalt der materiellen Objekte ergibt, etwa die Aggregatzustände des Wassers oder die Abstufungen des Festen von Erde zu Stein. Mit dieser Kosmologie gehört Platon zusammen mit Demokrit zu den Schöpfern der Vorstellung einer atomaren Struktur der Materie und der Elemente und ist der Begründer eines mathematischen Atomismus.
|                   |                 |                    |                     |               |  |
| Tetraeder – Feuer | Oktaeder – Luft | Ikosaeder – Wasser | Dodekaeder – Kosmos | Würfel – Erde |  |

Ein Hauptmerkmal des platonischen Kosmos besteht darin, dass er nicht tot ist, sondern beseelt, lebendig und mit Vernunft ausgestattet, ein ewiges, vollkommenes Wesen. Dies verdankt er der Weltseele, die ihn durchdringt und umhüllt. Die Weltseele ist das Prinzip der Weltbewegung und des Lebens.
Nur gelegentlich äußert sich Platon unter pythagoreischem Einfluss konkret zu naturwissenschaftlichen Fragen, wobei er gern die mythische Form der Darbietung wählt. So findet sich im Schlussmythos der Politeia ein Modell für die Planetenbewegungen. In den Bereich der Naturlehre begibt sich Platon auch mit seinem im Timaios unternommenen Versuch, die Seelenteile anatomisch zu verorten. Er lokalisiert den erkennenden Seelenteil an einer Stelle im Kopf, den mutigen Seelenteil an einer Stelle zwischen Hals und Zwerchfell in der Nähe des Herzens und den begehrenden Seelenteil unter der Herrschaft der Leber zwischen Zwerchfell und Nabel.

### Ungeschriebene Lehre
Die Dialoge stellen nicht die gesamte Philosophie Platons dar, sondern nur deren zur schriftlichen Verbreitung bestimmten Teil. Dies zeigt insbesondere die gut bezeugte Existenz seines öffentlichen Vortrags Über das Gute, der ein zentrales Thema behandelte, aber niemals schriftlich an die Öffentlichkeit gebracht wurde. Von „ungeschriebenen Lehren“ Platons (ἄγραφα δόγματα ágrapha dógmata) berichtet bereits sein Schüler Aristoteles. Es handelte sich um Lehrstoff, der nur mündlich in der Akademie fortgeschrittenen Schülern vermittelt wurde. Platon hegte eine generelle Skepsis gegenüber der Zweckmäßigkeit eines schriftlichen Diskurses und war der Überzeugung, bestimmte Erkenntnisse über sehr anspruchsvolle Themen seien grundsätzlich nicht zur schriftlichen Darstellung und Verbreitung geeignet, da ein Verständnis dieser Themen eine besondere Qualifikation des Lernenden voraussetze und nur in einer Gesprächssituation erlangt werden könne. Das ist aber nicht im Sinne einer Geheimhaltungsvorschrift oder eines Verbots schriftlicher Aufzeichnung zu verstehen; vielmehr fertigten Schüler in der Akademie Aufzeichnungen an, deren Existenz aus einer Reihe von Angaben antiker Quellen hervorgeht.

#### Forschungsdiskussionen
Ein beträchtlicher Teil der heutigen Forschung ist der Auffassung, dass der Gehalt der Lehren, die mündlicher Mitteilung vorbehalten blieben, wesentlich über das in den Dialogen Dargelegte hinausging. Strittig ist, ob Platon den Anspruch erhoben hat, mit seiner ungeschriebenen Lehre im Besitz gesicherter Wahrheit zu sein, ob er also „Dogmatiker“ und erkenntnistheoretischer Optimist war oder nur seinen Schülern Hypothesen zur Diskussion stellte. Jedenfalls ist die ungeschriebene Lehre nicht als starres, doktrinär fixiertes und autoritär verkündetes System zu verstehen. Vielmehr stand sie einer kritischen Prüfung offen. Sehr unterschiedlicher Meinung sind die Philosophiehistoriker über die Frage, ob es sich überhaupt um ein ausgearbeitetes System oder nur um einen Denkansatz handelte. Kontrovers diskutiert wird auch, ob die ungeschriebene Lehre mit Platons sonstiger Philosophie vereinbar ist und ob sie mit ihr zu einem konsistenten Welterklärungsmodell zusammengefügt wurde.
Eine andauernde lebhafte Debatte in der Forschung dreht sich um die Frage, ob bzw. inwieweit die ungeschriebene Lehre rekonstruierbar ist und den Kern der platonischen Philosophie bildet. Die Gelehrten der sogenannten „Tübinger Schule“, zu der Hans Joachim Krämer, Konrad Gaiser und Thomas A. Szlezák zählen, bejahen diese Annahmen mit großer Zuversicht, und auch andere Forscher wie Jens Halfwassen haben eingehend dargelegt, warum sie die ungeschriebene Lehre für den wichtigsten Bestandteil von Platons Unterricht halten und sein Gesamtwerk im Licht dieser Einschätzung deuten. Zu den zahlreichen Gelehrten, bei denen das Tübinger Platonbild Zustimmung gefunden hat – wenn auch teilweise mit Abstrichen und Vorbehalten –, zählen Michael Erler, Vittorio Hösle, Detlef Thiel, Rafael Ferber, Herwig Görgemanns, Karl Albert, Heinz Happ, Klaus Oehler, John Niemeyer Findlay, Willy Theiler, Hans-Georg Gadamer und Christina Schefer. Da sich auch der Mailänder Philosophiehistoriker Giovanni Reale nachdrücklich für diese Auffassung ausgesprochen hat und Forscher aus seinem Umfeld dem zustimmten, spricht man heute auch von einer „Tübinger und Mailänder Schule“.
Die Gegenposition der Skeptiker, welche die Existenz oder zumindest die philosophische Relevanz und die Rekonstruierbarkeit einer ungeschriebenen Lehre Platons bezweifeln, hat besonders im englischsprachigen Raum Anhänger gefunden. In den USA haben sich Harold Cherniss und Gregory Vlastos als besonders entschiedene Vertreter dieser Richtung profiliert. In der deutschsprachigen Platon-Forschung lehnen unter anderen Theodor Ebert, Dorothea Frede, Andreas Graeser, Ernst Heitsch, Franz von Kutschera, Günther Patzig und Wolfgang Wieland die Positionen der „Tübinger Schule“ ab.

#### Die Urprinzipien
In der rekonstruierten ungeschriebenen Lehre geht es um die Rolle des höchsten Prinzips, des absolut transzendenten Einen, das mit der Idee des Guten gleichgesetzt wird, und um die Frage nach seiner Erkennbarkeit und Mitteilbarkeit. Durch die Identifikation des Einen mit dem Guten kommt es zu einer Verbindung von Ontologie und Ethik. Letztlich zielt das Konzept auf eine vereinheitlichte Theorie von allem. Das Eine gilt als die Ursache der gesamten Hierarchie des Seienden, der es selbst nicht angehört, der es vielmehr übergeordnet ist. Da das Eine als oberstes Prinzip von nichts anderem hergeleitet werden kann, ist sein Wesen nur negativ bestimmbar.
| ↓ ↑ | Erstes Prinzip (Einheit) Das Eine, das Gute, das Schöne | Erstes Prinzip (Einheit) Das Eine, das Gute, das Schöne | Erstes Prinzip (Einheit) Das Eine, das Gute, das Schöne | Erstes Prinzip (Einheit) Das Eine, das Gute, das Schöne | ↓ ↑ |
| ↓ ↑ | Idee                                                    | wahres Sein                                             | Absolutheit, Sein an sich, Vollkommenes                 | unbewegt                                                | ↓ ↑ |
| ↓ ↑ | Seele                                                   | Mathematik                                              | Mittelstatus                                            | selbstbewegt                                            | ↓ ↑ |
| ↓ ↑ | Materie                                                 | Wahrnehmbares                                           | Vergänglichkeit, Werden, Mangelhaftes                   | fremdbewegt                                             | ↓ ↑ |
| ↓ ↑ | Zweites Prinzip (unbestimmte Zweiheit)                  |                                                         |                                                         |                                                         | ↓ ↑ |

So wie die Ideenlehre den Bereich des sinnlich Wahrnehmbaren auf die Ideenwelt zurückführt, führt die ungeschriebene Lehre die Vielfalt der Ideen auf zwei einfache Urprinzipien zurück, welche die Existenz der Ideen und damit auch diejenige der Sinnesobjekte erklären sollen. In diesem Modell beruht die ganze Mannigfaltigkeit der erkennbaren Phänomene auf dem Gegensatzverhältnis der beiden Urprinzipien. Daher wird die ungeschriebene Lehre auch Prinzipienlehre oder „Protologie“ (Lehre vom Ersten) genannt. Das erste Prinzip ist das Eine, die Grundvoraussetzung jeder Einheitlichkeit. Es hat seine Entsprechung ontologisch im Sein, formal-logisch in der Identität, Absolutheit und Unteilbarkeit, werthaft in der Tugend und Ordnung, kosmologisch in der Ruhe, Beständigkeit und Unvergänglichkeit, seelisch in der Hinwendung zu den Ideen. Das zweite Prinzip wird als unbestimmte Zweiheit bezeichnet. Es hat seine Entsprechung ontologisch im Nichtsein, formal-logisch in der Verschiedenheit, Relativität und Teilbarkeit, werthaft in der Schlechtigkeit und Unordnung, kosmologisch in der Bewegung, Veränderung und Vergänglichkeit, seelisch in den triebhaften, körpergebundenen Affekten. Das erste Prinzip ermöglicht Begrenzung und damit Bestimmtheit und Geformtheit, das zweite steht für grenzenlose Ausdehnung, Unbestimmtheit und Ungeformtheit. Das Zusammenwirken der beiden Prinzipien ermöglicht die Existenz aller seienden Dinge. Je niedriger etwas ontologisch steht, desto stärker tritt darin die Präsenz des zweiten Prinzips hervor.
Wie man sich das Verhältnis der beiden Urprinzipien vorzustellen hat, geht aus den Quellen nicht klar hervor. Sicher ist immerhin, dass dem Einen ein höherer Rang zugewiesen wird als der unbestimmten Zweiheit. Wegen der einzigartigen Rolle des Einen, das als einziges Prinzip absolut transzendent ist, kann die Prinzipienlehre als letztlich monistisches Modell bezeichnet werden. Allerdings hat sie auch einen dualistischen Aspekt, denn auch die unbestimmte Zweiheit wird als unentbehrliches Urprinzip aufgefasst. Aus der fundamentalen Bedeutung beider Urprinzipien ergibt sich eine „bipolare Struktur des Wirklichen“, wobei aber stets zu beachten ist, dass die beiden Pole nicht gleichgewichtig sind.

#### Der erkenntnistheoretische Aspekt
Ob Platon einen intuitiven, unmittelbaren Zugang zum höchsten Prinzip für möglich gehalten und für sich selbst in Anspruch genommen hat, ist umstritten, ebenso wie die Frage, ob er überhaupt eine gegenüber der dialektischen Kunst eigenständige Intuition angenommen hat und in welchem Verhältnis die intuitive Erkenntnis gegebenenfalls zum diskursiven Prozess steht. Gegen die Annahme intuitiver Erfassung der Idee des Guten plädieren Forscher wie Peter Stemmer, der eine Beschränkung auf die Dialektik als einzigen Erkenntnisweg annimmt und daher Platon eine tiefe Skepsis hinsichtlich der Möglichkeit, die Idee des Guten mit Wissen zu bestimmen, unterstellt. Ein konsequenter Vertreter der Gegenposition ist Jens Halfwassen. Er führt die neuplatonische Lehre von der intuitiven Betrachtung des Einen und Guten, die eine Selbstaufhebung des dialektischen Denkens voraussetzt, auf Platon selbst zurück und rehabilitiert damit das neuplatonische Platonverständnis. Noch weiter in diese Richtung geht Christina Schefer. Sie trägt Indizien für ihre Ansicht vor, wonach im Zentrum von Platons Denken weder die geschriebene Ideenlehre noch die ungeschriebene Lehre stand, sondern eine „unsagbare“ religiöse Erfahrung, die Theophanie des Gottes Apollon. In dieser Platon-Deutung erhält somit auch die ungeschriebene Lehre den Charakter von etwas Vorläufigem.

## Rezeption
Platon beeinflusste mit seinem vielseitigen Werk die gesamte Geschichte der Philosophie bis heute auf mannigfaltige Weise. Vor allem prägte er mit seiner Annahme einer eigenständig existierenden geistigen Wirklichkeit die Entwicklung der Disziplin, die später Metaphysik genannt wurde. Seine tiefe Wirkung auf die Nachwelt war und ist zu einem erheblichen Teil auch seinen stilistischen Fähigkeiten zu verdanken. Der „sokratische Dialog“ als literarische Form ist seine Schöpfung.

### Antike
In der Antike galt Platon als Meister des Dialogs. Seine Dialoge wurden mehr geschätzt als die Werke anderer Sokratiker und die für eine breitere Leserschaft bestimmten Schriften seines bekanntesten Schülers Aristoteles, die im Unterschied zu dessen fachwissenschaftlichen Lehrschriften nicht erhalten geblieben sind.

#### Aristoteles

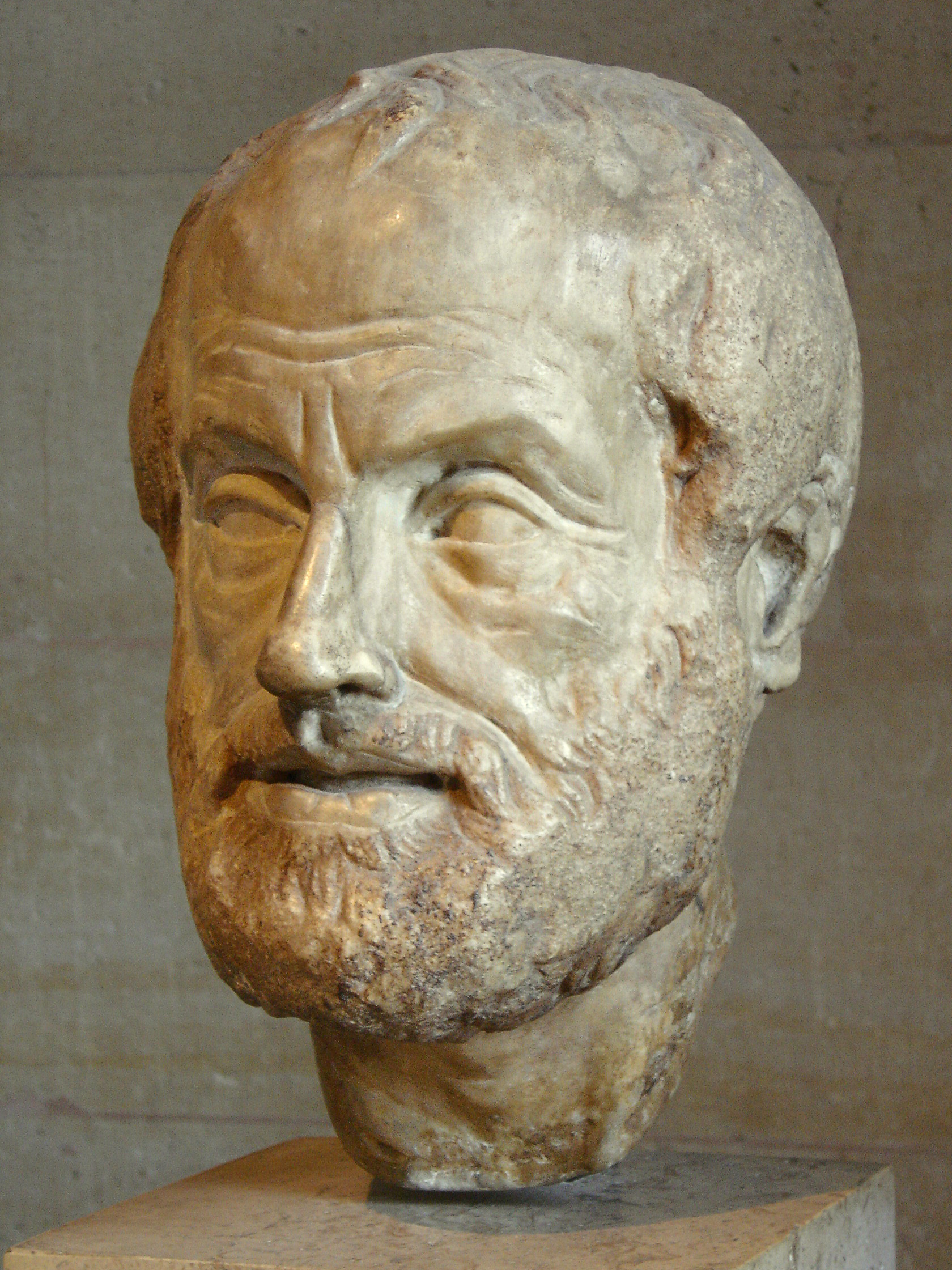
Aristoteles, römische Kopie (1. oder 2. Jahrhundert), Louvre

Aristoteles hielt auch nach seinem Ausscheiden aus Platons Schule an wesentlichen Teilen des platonischen Gedankenguts fest. Er verwarf aber einige Kernbestandteile des Platonismus, darunter die Annahme eigenständig existierender Ideen, welche zu einer unnötigen Verdopplung der Dinge führe, die Unsterblichkeit der individuellen Seele und den Grundsatz, dass der Mensch nur aus Unwissenheit gegen das Gute handelt (Problem der Akrasia). Nachdrücklich wandte er sich gegen Platons Staatslehre, besonders gegen die in der Politeia vorgetragene Forderung der Gütergemeinschaft. Seine eigene Philosophie entwickelte er in kritischer Auseinandersetzung mit dem Platonismus.
Die zum Teil schroffe Kritik des Aristoteles an Auffassungen Platons, seine betonte Distanzierung von manchen Überzeugungen seines Lehrers akzentuiert die Unterschiede zwischen ihnen und lässt die ebenfalls vorhandenen gewichtigen Übereinstimmungen in den Hintergrund treten. Der Gegensatz zwischen Platonismus und Aristotelismus zieht sich durch die Philosophiegeschichte, wobei teils Vermittlungsversuche unternommen wurden, teils Platoniker und Aristoteliker auf klare, mitunter scharfe und polemische Abgrenzung ihrer Positionen Wert legten.

#### Akademie
Der institutionelle Träger der Philosophie Platons war zunächst die Platonische Akademie, die mit ihren Nachfolgegründungen in Athen fast ein Jahrtausend lang bestand, allerdings mit langen Unterbrechungen. In der römischen Kaiserzeit waren Alexandria und Rom neben Athen die wichtigsten Zentren des Platonismus; die Schulen außerhalb Athens trugen aber nie die Bezeichnung „Akademie“.
Ob die Ausarbeitung der Gedanken Platons zu einem abgeschlossenen System der philosophischen Welterklärung bereits von ihm selbst in der sogenannten ungeschriebenen Lehre vorangetrieben wurde oder erst nach seinem Tod einsetzte, wird kontrovers diskutiert. Die Tübinger Schule und die an sie anknüpfende Forschung geht davon aus, dass die Systembildung bereits von Platon selbst vorgegeben war. Die Gegenposition vertraten besonders Gregory Vlastos sowie im deutschsprachigen Raum Kurt von Fritz, Peter Stemmer und Jürgen Mittelstraß. Ihrer Ansicht zufolge entwickelten erst Platons Nachfolger in der „Alten Akademie“, die bis 268/264 v. Chr. bestand, eine systematische Lehre. In der anschließend von Arkesilaos von Pitane begründeten „Jüngeren Akademie“ (auch „Mittlere Akademie“ genannt) kam es zu einem Kurswechsel. Unter Berufung auf die Sokratische Aporetik folgte man einer skeptischen Grundrichtung in der Erkenntnistheorie und bestritt die Erreichbarkeit sicheren Wissens. Die Wirren des Ersten Mithridatischen Krieges, in dem die Römer 86 v. Chr. Athen eroberten, setzten dem Unterricht in der Akademie ein Ende.

#### Mittelplatonismus
Antiochos von Askalon unternahm einen Neuanfang mit betonter Abkehr von der skeptischen Haltung, die er für unplatonisch hielt. Er gründete eine neue Schule, die er im Sinne einer Rückkehr zum ursprünglichen Konzept Platons „Alte Akademie“ nannte. Zu seinen Schülern gehörte Marcus Tullius Cicero, der sich 79 v. Chr. in Athen aufhielt. Damit begann die Zeit des Mittelplatonismus, dessen Vertreter sich insbesondere mit theologischen und kosmologischen Fragen auseinandersetzten. Die Mittelplatoniker griffen zum Teil stoische und aristotelische Ideen auf, die nach ihrer Ansicht mit der Lehre Platons übereinstimmten. Daneben gab es aber auch eine von Numenios von Apameia vertretene Richtung, die zur ursprünglichen Lehre Platons zurückkehren und den Platonismus von stoischen und aristotelischen „Irrlehren“ reinigen wollte.

#### Neuplatonismus

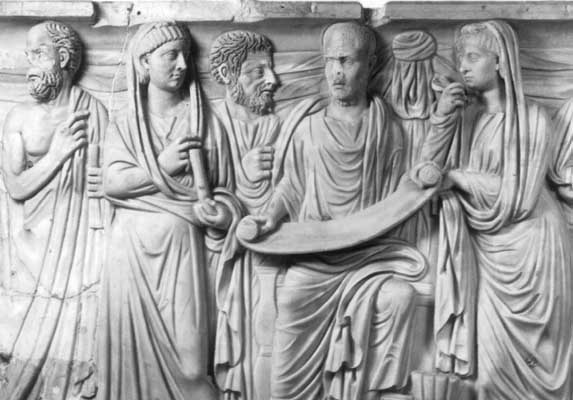
Mutmaßliche Darstellung Plotins auf einem Sarkophag im Museo Gregoriano Profano, Vatikanische Museen

Um die Mitte des 3. Jahrhunderts entstand der Neuplatonismus. Dieser moderne, erst im 19. Jahrhundert geprägte Begriff bezeichnet eine Richtung, die besonders die metaphysischen und religiösen Aspekte der platonischen Tradition betonte und detaillierte Modelle einer hierarchisch gestuften Weltordnung entwarf. Diese Strömung spielte in der Philosophie der Spätantike eine dominierende Rolle. Als Begründer des Neuplatonismus gilt – zusammen mit seinem Lehrer Ammonios Sakkas – Plotin, der in Rom eine Schule gründete. Plotin betrachtete sich aber nicht als Neuerer, sondern wollte nur ein getreuer Ausleger der Lehre Platons sein. Sein prominentester Schüler war Porphyrios, der in einer Kampfschrift den religiösen Platonismus gegen das erstarkende Christentum verteidigte. Ein Schüler des Porphyrios, Iamblichos von Chalkis, verfeinerte das System, wobei er manche Ansichten Plotins und Porphyrios' verwarf. Er übte einen bestimmenden Einfluss auf die um 410 gegründete neuplatonische Schule von Athen aus, die nach langer Unterbrechung die dortige Tradition der Akademie erneuerte. Daneben war auch Alexandria, wo Plotin studiert hatte, ein bedeutendes Zentrum des spätantiken Neuplatonismus. Diese letzte Blüte des Neuplatonismus dauerte bis ins frühe 6. Jahrhundert. Unter den späten Neuplatonikern hatte Proklos die stärkste Nachwirkung; prominente Philosophen aus der Schule von Athen waren ferner Damaskios und Simplikios.
Die Platoniker in den Philosophenschulen von Rom, Athen und Alexandria waren fast alle scharfe Gegner des Christentums, das sie für unvereinbar mit der Lehre Platons hielten. In der letzten Phase ihrer Existenz war die neuplatonische Schule von Athen der wichtigste Hort des geistigen Widerstands gegen das Christentum; daher ordnete Kaiser Justinian I. im Jahre 529 ihre Schließung an.

#### Kirchenväter
Konzepte Platons und seiner Schule flossen in der Epoche der spätantiken Patristik über die Kirchenväter in die christliche Philosophie ein, meistens ohne Hinweis auf ihre Herkunft. Prominente griechischsprachige Kirchenschriftsteller wie Clemens von Alexandria, Origenes, Basilius der Große und Gregor von Nyssa griffen in ihren theologischen Werken auf die platonische Gedankenwelt und Terminologie zurück. Bei den lateinischsprachigen Kirchenvätern, die meist über keine unmittelbare Kenntnis der Dialoge verfügten, dominierte eine negative Grundhaltung, die von einer tiefen Verachtung aller nichtchristlichen Philosophie gespeist war. Im Osten wie im Westen des Reichs war die Meinung verbreitet, dass Platon zwar der beste unter den vorchristlichen Philosophen sei, aber alle heidnischen Bemühungen um Wissen und Weisheit irregeleitet und verderblich seien oder bestenfalls eine mangelhafte, überholte Vorstufe wahrer christlicher Erkenntnis darstellten.
Eine Sonderstellung nahm allerdings Augustinus von Hippo, der langfristig einflussreichste Kirchenvater des Westens, hinsichtlich der Platon-Rezeption ein. Er setzte sich intensiv mit Platon und neuplatonischer Philosophie auseinander, erhielt dabei wesentliche Anregungen und drückte seine Wertschätzung für einzelne platonische Lehren aus. Eingehend beschrieb er aber auch die gewichtigen Unterschiede zwischen seiner christlichen Position und derjenigen Platons.

### Mittelalter
Im Frühmittelalter und bis um die Mitte des 12. Jahrhunderts war in der lateinischsprachigen Gelehrtenwelt West- und Mitteleuropas von den Werken Platons ausschließlich der Timaios in den unvollständigen lateinischen Übersetzungen von Calcidius und Marcus Tullius Cicero bekannt; er war nur in wenigen Handschriften verbreitet. Dennoch wirkten platonische Einflüsse auf indirektem Weg stark auf das Geistesleben ein, da neben Augustinus auch weitere damals populäre antike Schriftsteller wie Macrobius Ambrosius Theodosius, Martianus Capella und vor allem Boethius platonisches Gedankengut vermittelten. Als angeblicher Schüler des Apostels Paulus stand Pseudo-Dionysius Areopagita, ein sehr stark neuplatonisch beeinflusster Kirchenschriftsteller des frühen 6. Jahrhunderts, in hohem Ansehen. Er trug maßgeblich zur platonischen Prägung der mittelalterlichen Theologie bei. Besonders tief von den Werken des Pseudo-Dionysios geprägt war die Philosophie des irischen Denkers Johannes Scottus Eriugena, der im 9. Jahrhundert lebte und einen so konsequenten Neuplatonismus vertrat, dass sein Werk deswegen kirchlich verurteilt wurde.
Einen markanten Aufschwung erlebte der vom Timaios ausgehende mittelalterliche Platonismus im 12. Jahrhundert durch die „Schule von Chartres“. Dabei handelte es sich um einen Kreis von mehr oder weniger stark platonischem Denken verpflichteten Philosophen und Theologen in Chartres, den der dort lehrende berühmte Philosoph Bernhard von Chartres († nach 1124) ins Leben gerufen hatte. Bernhard galt als der bedeutendste Platoniker seiner Epoche. Zu seinen Schülern gehörten Wilhelm von Conches und Gilbert von Poitiers. Weitere prominente Vertreter dieser Richtung waren Thierry von Chartres und Bernardus Silvestris. Die Platoniker in Chartres setzten sich eingehend mit den Übereinstimmungen und Unterschieden zwischen der Kosmologie des Timaios und der christlichen Schöpfungslehre auseinander und bemühten sich um eine Harmonisierung. Ein anderes Schwerpunktthema war der platonische Schönheitsbegriff.
Als mit der Übersetzungsbewegung des 12. und 13. Jahrhunderts die Werke des Aristoteles zunehmend in lateinischer Übersetzung Verbreitung fanden und zur Grundlage der scholastischen Wissenschaft wurden, führte dies zu einem Siegeszug des Aristotelismus und zur Zurückdrängung des Platonismus, der jedoch weiterhin – vor allem in neuplatonischer Gestalt – präsent blieb. Schon im Hochmittelalter und vor allem im Spätmittelalter lebte der antike Gegensatz zwischen Platonismus und Aristotelismus erneut auf. Er lag der Problemstellung des mittelalterlichen Universalienstreits zugrunde. Verwirrung schuf dabei der Umstand, dass die sehr einflussreiche neuplatonische Schrift Liber de causis („Buch der Ursachen“) irrtümlich als Werk des Aristoteles galt. Im späten 13. und im 14. Jahrhundert dominierte an den Universitäten weiterhin der Aristotelismus, doch traten außerhalb des Universitätsbetriebs unter den Ordensgelehrten auch neuplatonisch gesinnte Denker wie Dietrich von Freiberg, Meister Eckhart und Berthold von Moosburg hervor. Zu dieser neuplatonischen Strömung gehörte im 15. Jahrhundert auch Nikolaus von Kues.
Im Byzantinischen Reich hielt der Gelehrte Stephanos von Alexandria im 7. Jahrhundert in Konstantinopel Vorlesungen über Themen der platonischen Philosophie; ansonsten fand aber zwischen der Schließung der Akademie im 6. Jahrhundert und der Mitte des 11. Jahrhunderts keine vertiefte Auseinandersetzung mit Platon statt. Allerdings machte sich neuplatonischer Einfluss über die Lehren des Pseudo-Dionysius Areopagita geltend, beispielsweise im Bilderstreit, in dem sich die letztlich siegreichen Anhänger der Bilderverehrung eine neuplatonische Argumentationsweise zunutze machten. Eine Wiederbelebung der Platonstudien verdankte Byzanz dem bedeutenden Gelehrten und Staatsmann Michael Psellos († nach 1077), der wegen seiner Vorliebe für den Platonismus sogar in den Verdacht mangelnder Rechtgläubigkeit geriet.
Auch in der arabischsprachigen Welt des Mittelalters wurde Platon rezipiert. Im 9. Jahrhundert wurden in der Übersetzerschule des Nestorianers Hunain ibn Ishāq in Bagdad mehrere Dialoge ins Arabische übersetzt (Politeia, Nomoi, Timaios, Sophistes). Muslimische Philosophen wie al-Fārābī im 10. Jahrhundert und Avicenna im 11. Jahrhundert setzten sich mit dem Neuplatonismus auseinander. Die Werke des Universalgelehrten Avicenna wirkten in lateinischer Übersetzung auf die abendländische Philosophie ein, die damit indirekt einem zusätzlichen platonischen Einfluss ausgesetzt war.

### Frühe Neuzeit

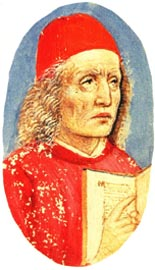
Marsilio Ficino in der Handschrift Florenz, Biblioteca Medicea Laurenziana, Plut. 82.15, fol. 1r (15. Jahrhundert)

Die „Wiedergeburt“ der antiken Bildung und die „Rückkehr zu den Quellen“ im Renaissance-Humanismus wirkte sich auch auf die Platon-Rezeption aus. Im 15. Jahrhundert wurden die bisher größtenteils im Westen unbekannten Dialoge Platons und Werke von Neuplatonikern in griechischen Handschriften entdeckt, ins Lateinische übersetzt und kommentiert. Aus dem untergehenden Byzantinischen Reich gelangten zahlreiche kostbare Klassiker-Handschriften nach Italien. Die Kenntnis der Originalwerke Platons führte aber nicht zu einer Distanzierung vom Neuplatonismus, vielmehr orientierte sich die Platon-Interpretation der Humanisten an der immer noch lebendigen neuplatonischen christlichen Tradition, zumal deren Vertreter sich auf die Autorität der neuplatonisch geprägten Kirchenväter berufen konnten. Der Gegensatz zwischen Platon und Aristoteles bildete weiterhin ein Problem, das in der Streitfrage nach dem Vorrang des einen oder des anderen artikuliert wurde. Teils ergriffen die Humanisten für Platon oder für Aristoteles Partei, teils nahmen sie vermittelnde Positionen ein. Platons Werke waren weit besser als diejenigen des Aristoteles geeignet, den ausgeprägten Sinn der Humanisten für literarische Ästhetik anzusprechen; zudem war die von den Humanisten verachtete scholastische Wissenschaft aristotelisch.
Der wohl konsequenteste Platoniker unter den Humanisten war der byzantinische Gelehrte Georgios Gemistos Plethon, der sich zeitweilig in Italien aufhielt und die dortigen Humanisten beeindruckte. Er folgte der platonischen Lehre so radikal, dass er sogar in religiöser Hinsicht die Konsequenz zog, sich vom Christentum loszusagen und zur Religion der antiken Platoniker zu bekennen. In der 1439 in Florenz verfassten Abhandlung Über die Unterschiede zwischen Aristoteles und Platon, einer Kampfschrift, verteidigte er die Lehren Platons gegen die Kritik des Aristoteles.
Der berühmte Florentiner Humanist und Platon-Übersetzer Marsilio Ficino bemühte sich um eine Erneuerung des Platonismus auf neuplatonischer Grundlage, wobei er besonders von Plotin ausging. Allerdings gab es, wie neuere Forschung gezeigt hat, in Florenz keine „Platonische Akademie“ als feste Einrichtung, sondern nur einen lockeren Kreis von mehr oder weniger platonisch gesinnten Humanisten ohne institutionellen Rahmen.
Im 17. Jahrhundert bildete sich in Cambridge der Kreis der „Cambridger Platoniker“, zu dem Ralph Cudworth und Henry More gehörten. Diese Philosophen erstrebten eine Harmonisierung von Religion und Naturwissenschaft, wofür ihnen der Neuplatonismus eine geeignete Grundlage zu bieten schien.
Im Zeitalter der Aufklärung dominierte die Auffassung, Platons Philosophie sei überholt, ein Irrweg und nur noch von historischem Interesse. Vor allem seiner Metaphysik wurde in weiten Kreisen ein Realitätsbezug abgesprochen. Besonders entschieden wandte sich Voltaire gegen die platonische Ontologie, gegen die Ideenlehre und gegen die im Timaios dargelegte kosmologische Denkweise. In der kurzen satirischen Erzählung Songe de Platon verspottete er Platons Vorstellung von der Weltschöpfung und charakterisierte ihn als Träumer. Anklang fanden im 18. Jahrhundert allerdings Platons Ästhetik und sein Liebesbegriff (beispielsweise bei Frans Hemsterhuis und Johann Joachim Winckelmann), was sich in einer Bevorzugung der einschlägigen Dialoge (Symposion, Phaidros) zeigte.

### Moderne
Die Aspekte, die in der Moderne in den Vordergrund traten, waren zum einen die Suche nach dem historischen Platon in der klassischen Altertumswissenschaft, zum anderen die Frage nach der Möglichkeit einer fortdauernden Aktualität seines Denkens unter den Bedingungen modernen Philosophierens.

#### Altertumswissenschaftliche Forschung

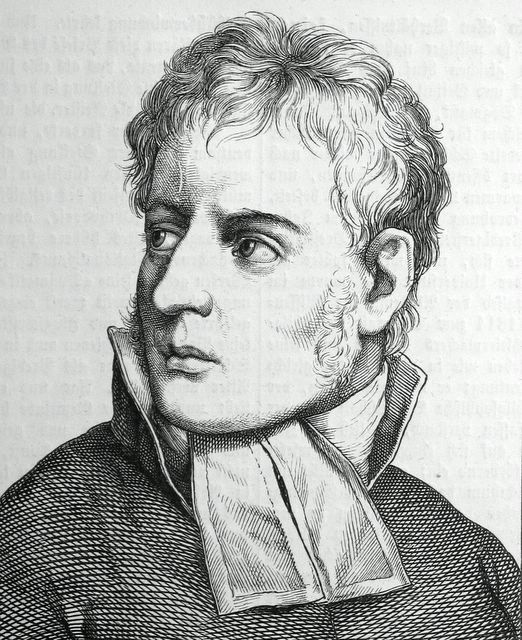
Friedrich Schleiermacher, Bildnis von Hugo Bürkner

Im englischen Sprachraum trug der einflussreiche Gelehrte Thomas Taylor (1758–1835) durch seine Platon-Übersetzungen, die lange nachwirkten, maßgeblich zur Verbreitung eines stark von der traditionellen neuplatonischen Perspektive geprägten Platon-Bildes bei. Er knüpfte auch persönlich an die religiösen Auffassungen der antiken Neuplatoniker an. Zur selben Zeit setzte in der deutschen Altertumsforschung eine entgegengesetzte Entwicklung ein; man bemühte sich um die Herausarbeitung der historischen Gestalt Platons und um eine genaue Abgrenzung seines authentischen Denkens von allen späteren Deutungen und Systematisierungsbestrebungen der Platonischen Akademie und der Neuplatoniker. Friedrich August Wolf (1759–1824) edierte einzelne Dialoge, sein Schüler Immanuel Bekker (1785–1871) veröffentlichte 1816–1823 eine kritische Gesamtausgabe der Werke – die erste seit 1602.
Eine außerordentlich große und nachhaltige Wirkung erzielten die deutschen Übersetzungen der meisten Werke Platons, die der Theologe und Philosoph Friedrich Schleiermacher ab 1804 publizierte. Schleiermacher war der Überzeugung, Platon habe seine Schriften nach einem vorgefassten Plan in einer festgelegten Reihenfolge ausgearbeitet, jeder Dialog baue auf dem vorhergehenden auf und sie stellten ein zusammenhängendes Ganzes dar. Es gebe keine ungeschriebene Lehre, die über die schriftlich fixierte Philosophie Platons hinausreiche. Schleiermacher gehörte mit seinem Freund, dem Frühromantiker Friedrich Schlegel, zu den führenden Vertretern der damals starken Strömung, welche die Bestrebungen, ein hinter den Dialogen stehendes philosophisches System Platons zu erschließen, kritisierte und die Auslegung dem Leser überließ. Statt der Frage nach einem Lehrgebäude nachzugehen, betonte man den dialogischen Charakter des platonischen Philosophierens. Für Schleiermacher sind Dialogform und Inhalt unzertrennlich, die Form ergibt sich aus Platons Überzeugung, dass das Erfassen eines fremden Gedankens eine Eigenleistung der Seele sei; daher müsse man die Dialoge als dazu konzipiert verstehen, den Leser zu dieser Tätigkeit zu bewegen. In seiner Dialogtheorie ging Schleiermacher von einer didaktischen Absicht Platons aus, die der Anordnung des Dialogwerks zugrunde liege. Ihm ging es nicht um eine Spiegelung von Platons eigener Entwicklung in der chronologischen Aufeinanderfolge seiner Werke. Erst Karl Friedrich Hermann trug 1839 in Auseinandersetzung mit Schleiermacher den Entwicklungsgedanken vor. Er gliederte die philosophische Entwicklung Platons in Phasen, denen er die Dialoge zuordnete.
1919 veröffentlichte der klassische Philologe Ulrich von Wilamowitz-Moellendorff seine umfangreiche Platon-Biographie, in der er den Lebensgang herausarbeitete und die Werke aus philologischer Sicht würdigte. Dort befasste er sich auch mit der Frage nach der von manchen Gelehrten bezweifelten Echtheit eines Teils der Platon zugeschriebenen Schriften, die bereits im 19. Jahrhundert lebhaft diskutiert worden war. Im 20. Jahrhundert gelang es den Forschern, hinsichtlich der meisten Werke Konsens zu erzielen und die ausufernde Authentizitätsdebatte auf einige wenige Dialoge und Briefe zu begrenzen. In der zweiten Jahrhunderthälfte gewann die Beschäftigung mit der ungeschriebenen Prinzipienlehre, der man zuvor meist mit großer Skepsis begegnet war, stark an Bedeutung. Fragen nach ihrer Relevanz und Rekonstruierbarkeit gehörten zu den intensiv und kontrovers diskutierten Themen der Platonforschung, ein Konsens ist nicht erreicht worden.

#### Rezeption Platons als Philosoph und Schriftsteller
Für Georg Wilhelm Friedrich Hegel standen die späten Dialoge (Parmenides, Sophistes, Philebos) im Vordergrund. Sie interessierten ihn unter dem Gesichtspunkt der Dialektik, denn er betrachtete die Dialektik Platons als Vorläufer seines eigenen Systems. Stärker von Platon und vom Neuplatonismus beeinflusst war Schelling. Er griff auf Begriffe wie den der Weltseele zurück, wobei er deren Bedeutung abwandelte.
Die im 19. und frühen 20. Jahrhundert weit verbreitete Verehrung Platons bezog sich auch auf seinen Stil. Man las die Dialoge als literarische Kunstwerke und pries die Übereinstimmung von literarischer Form und philosophischem Inhalt. Neben der Schönheits- fand die Liebesthematik, die schon in der Platon-Rezeption Friedrich Hölderlins eine wichtige Rolle spielte, besondere Beachtung. Zu den Platonikern zählte auch der Dichter Percy Bysshe Shelley. Doch nicht nur Dichter und Romantiker, sondern auch Philologen begeisterten sich für den Schriftsteller Platon. So meinte Wilamowitz-Moellendorff, dass Platons gelungenste Dialoge „[…] an echtem Kunstwerte die vollkommenste Prosadichtung heute noch sind, also wohl bis zum jüngsten Tage bleiben werden. Ihr Stil war gewissermaßen gar kein Stil, denn er war immer wieder anders. Es ließ sich alles in ihm sagen, was ein Hirn denken und ein Herz fühlen kann, und es ließ sich in jeder Tonart sagen, tragisch und komisch, pathetisch und ironisch.“
Wilamowitz bewunderte sowohl die schriftstellerische als auch die philosophische Leistung Platons. Sein Zeitgenosse und Gegner Friedrich Nietzsche hingegen übte vernichtende Kritik an beidem:
„Plato wirft, wie mir scheint, alle Formen des Stils durcheinander, er ist damit ein erster décadent des Stils: er hat etwas Ähnliches auf dem Gewissen, wie die Cyniker, die die satura Menippea erfanden. Dass der Platonische Dialog, diese entsetzlich selbstgefällige und kindliche Art Dialektik, als Reiz wirken könne, dazu muss man nie gute Franzosen gelesen haben, – Fontenelle zum Beispiel. Plato ist langweilig. – Zuletzt geht mein Misstrauen bei Plato in die Tiefe: ich finde ihn so abgeirrt von allen Grundinstinkten der Hellenen, so vermoralisirt, so präexistent-christlich – er hat bereits den Begriff „gut“ als obersten Begriff –, dass ich von dem ganzen Phänomen Plato eher das harte Wort „höherer Schwindel“ oder, wenn man’s lieber hört, Idealismus – als irgend ein andres gebrauchen möchte.“
Der platonische Sokrates ist für Nietzsche ein Vertreter der „Sklaven- und Herdenmoral“ und als solcher ein Verneiner des „Lebensprinzips“, der sich dem Willen zur Macht widersetzt. Während Platon das überlegene Individuum in den Dienst des Staates stellt, tritt Nietzsche für eine umgekehrte Rangordnung ein. Nietzsche verurteilt Platons Abwendung von der Welt der Sinne, die er als Flucht in das Reich der Ideen deutet. Aus seiner Sicht entspringen die Erkenntnisfähigkeiten des Menschen keiner höheren geistigen Sphäre, sondern sind lediglich Werkzeuge des blinden Willens, der sie verwendet, um sich die Welt anzueignen. Daher benutzt er Platons Terminologie ironisch, um die hierarchische Wertordnung des Platonismus umzukehren: „Meine Philosophie umgedrehter Platonismus: je weiter ab vom wahrhaft Seienden, um so reiner schöner besser ist es. Das Leben im Schein als Ziel.“
Während bei Platon die Philosophie über der Kunst steht, weil sie sich unmittelbar mit den Ideen beschäftige, steht für Nietzsche die Kunst über der Philosophie, weil sich nur im künstlerischen Zugang zur Welt der alles antreibende Wille erschließe. Nur im „künstlerischen Schein“ lasse sich der Wille einfangen.
Wollte Nietzsche sich durch diese radikale Umwertung vom Platonismus befreien, so bleibt er für Martin Heidegger dennoch im Denkhorizont einer platonischen, die Welt in Sinnliches und Geistiges spaltenden Tradition, die zu überwinden sei. In Platons metaphysischer Annahme, dass Sinnliches und Geistiges getrennten Seinsbereichen angehören und zwischen ihnen eine hierarchische Ordnung besteht, sieht Heidegger den Anfang eines Verfallsprozesses der abendländischen Philosophiegeschichte, der mit Nietzsche einen letzten Höhepunkt erreicht habe. Wie Platon versuche auch Nietzsche alles Seiende auf ein einziges wahrhaft Seiendes zurückzuführen, nämlich den blinden Willen zur Macht. Heidegger resümiert: „[…] demzufolge bezeichnet Nietzsche seine eigene Philosophie als umgekehrten Platonismus. Weil Platonismus, ist auch Nietzsches Philosophie Metaphysik.“
In der „Marburger Schule“ des Neukantianismus wurde eine Neuinterpretation der Ideenlehre unternommen, deren Hauptvertreter Paul Natorp war. Natorp versuchte die platonische Philosophie mit der kantischen in Einklang zu bringen. Nach seiner Deutung sind die platonischen Ideen als Regeln, Gesetze, Hypothesen oder Methoden des Denkens zu verstehen.
Eine radikale Gegenposition zur betonten Abwendung vieler moderner Denker vom Platonismus vertrat der russische Religionsphilosoph Wladimir Sergejewitsch Solowjow († 1900), der Platon studierte und ins Russische übersetzte. Er war stark von platonischer Metaphysik beeinflusst. Besonders beeindruckte ihn Platons Idee eines sich der Gottheit nähernden, vergöttlichten Menschen. Auch sonst fand Platons Gedankengut bei einzelnen osteuropäischen Philosophen Anklang. Zu ihnen gehörte vor allem Tomáš Garrigue Masaryk (1850–1937), der Gründer der Tschechoslowakei.
Da praktisch alle Themen, die in der Philosophiegeschichte eine Rolle spielen, bereits bei Platon zu finden sind, bemerkte der britische Philosoph und Mathematiker Alfred North Whitehead 1929 pointiert, die europäische philosophische Tradition bestehe aus einer Reihe von Fußnoten zu Platon.
Während des Zweiten Weltkriegs verfasste Karl Popper, der Begründer des Kritischen Rationalismus, unter dem Eindruck der damaligen politischen Verhältnisse eine fundamentale Kritik an Platons Staatstheorie. Er sah den platonischen Idealstaat als Gegenmodell zu einer demokratischen, offenen Gesellschaft, deren Vorkämpfer Perikles gewesen sei, und behauptete, Platon habe die Lehren des Sokrates pervertiert und ins Gegenteil verkehrt. Platon habe die Suche nach einer überlegenen Staatsordnung auf die Machtfrage reduziert, statt nach Institutionen zu fragen, die Herrschaft begrenzen und dem Machtmissbrauch vorbeugen können. Mit seinem Konzept eines kleinen, statischen, abgeschlossenen Ständestaats sei er ein Vorläufer des modernen Totalitarismus und Feind des Individualismus und der Humanität. Außerdem wandte sich Popper gegen den unwandelbaren Charakter der platonischen Idee des Guten. Seine Streitschrift löste eine lebhafte Debatte aus.
In vielen modernen Kontexten wird der Begriff „Platonismus“ für einen wie auch immer gearteten metaphysischen Realismus von Begriffen bzw. Universalien verwendet, da diese „realistischen“ Positionen („Universalienrealismus“) eine mehr oder weniger entfernte Ähnlichkeit mit Platons Ideenlehre aufweisen, die als ein Hauptbestandteil seiner Philosophie bekannt ist.

## Gesamtausgaben und Übersetzungen
Die Werke Platons werden noch heute nach den Seiten- und Abschnittzahlen der dreibändigen Ausgabe von Henricus Stephanus (Genf 1578), der sogenannten Stephanus-Paginierung, zitiert (für einen eindeutigen Nachweis ist der Werktitel erforderlich, da die Bände der Stephanus-Ausgabe eine je eigene, also keine durchlaufende Seitenzählung aufweisen).
Gesamtausgaben ohne Übersetzung
- John Burnet (Hrsg.): Platonis opera. 5 Bände, Oxford University Press, Oxford 1900–1907 (kritische Ausgabe; mehrfach nachgedruckt).
- Platonis opera. Oxford University Press, Oxford 1995 ff. (maßgebliche kritische Edition; ersetzt die Ausgabe von Burnet, aber bisher nur Band 1 erschienen)
  - Band 1: Tetralogiae I–II, hrsg. von Elizabeth A. Duke, W. F. Hicken, W. S. M. Nicoll, D. B. Robinson, J. C. G. Strachan, 1995, ISBN 0-19-814569-1. – Rezension von David Murphy, Bryn Mawr Classical Review 1997.01.08

Übersetzungen (deutsch)
Friedrich Schleiermachers Übersetzung, die zwischen 1804 und 1828 (3. Auflage 1855) in Berlin erschien, ist auch heute noch im deutschsprachigen Raum verbreitet und wird – teilweise in etwas umgestalteter Form – nachgedruckt.
- Otto Apelt (Hrsg.): Platon: Sämtliche Dialoge. 7 Bände, Meiner, Hamburg 2004, ISBN 3-7873-1156-4 (ohne griechische Texte; Nachdruck der Ausgabe Leipzig 1922–1923).
- Gunther Eigler (Hrsg.): Platon: Werke in acht Bänden. 6., unveränderte Auflage. Wissenschaftliche Buchgesellschaft, Darmstadt 2010 (1. Auflage 1970–1983), ISBN 978-3-534-24059-3 (kritische Ausgabe der griechischen Texte; leicht bearbeitete Übersetzungen von Schleiermacher).
- Platon: Jubiläumsausgabe sämtlicher Werke, eingeleitet von Olof Gigon, übertragen von Rudolf Rufener, 8 Bände, Artemis, Zürich/München 1974, ISBN 3-7608-3640-2 (ohne griechische Texte).
- Ernst Heitsch, Carl Werner Müller, Kurt Sier (Hrsg.): Platon: Werke. Übersetzung und Kommentar. Vandenhoeck & Ruprecht, Göttingen ab 1993 (ohne griechische Texte; verschiedene Übersetzer).
- Helmut von den Steinen: Platonica I. Kleitophon, Theages. Eine Einführung bei Sokrates. Herausgegeben von Torsten Israel. Queich-Verlag, Germersheim 2012, ISBN 978-3-939207-12-2.

Übersetzungen (lateinisch, mittelalterlich)
- Plato Latinus, hrsg. Raymond Klibansky, 4 Bände, London 1940–1962 (Band 1: Meno, interprete Henrico Aristippo; Band 2: Phaedo, interprete Henrico Aristippo; Band 3: Parmenides … nec non Procli commentarium in Parmenidem, interprete Guillelmo de Moerbeka; Band 4: Timaeus a Calcidio translatus commentarioque instructus).